# Villetaneuse
Villetaneuse [viltanøz]  est une commune française, située dans le département de la Seine-Saint-Denis en région Île-de-France.
Ses habitants sont appelés les Villetaneusiennes et les Villetaneusiens.

## Géographie

### Localisation
Villetaneuse est une ville de la banlieue parisienne située à une dizaine de kilomètres au nord de Paris. Située en Seine-Saint-Denis, elle est limitrophe du Val-d'Oise.

### Communes limitrophes
Les communes limitrophes sont  Montmagny, Saint-Denis et Épinay-sur-Seine.
| Montmagny (Val-d'Oise) | Montmagny (Val-d'Oise) | Saint-Denis |
| Montmagny (Val-d'Oise) | Villetaneuse           | Saint-Denis |
| Épinay-sur-Seine       | Saint-Denis            | Saint-Denis |

### Hydrographie
Le ru des Haras ou ru d'Arra, petit ruisseau provenant des versants du plateau de Montmorency et en direction de la Seine, se trouve en limite ouest de la commune, qu'elle sépare de Montmagny.

### Climat
Pour des articles plus généraux, voir Climat de l'Île-de-France et Climat de la Seine-Saint-Denis.
En 2010, le climat de la commune est de type climat océanique dégradé des plaines du Centre et du Nord, selon une étude du CNRS s'appuyant sur une série de données couvrant la période 1971-2000. En 2020, Météo-France publie une typologie des climats de la France métropolitaine dans laquelle la commune est exposée à un climat océanique altéré et est dans la région climatique Sud-ouest du bassin Parisien, caractérisée par une faible pluviométrie, notamment au printemps (120 à 150 mm) et un hiver froid (3,5 °C).
Pour la période 1971-2000, la température annuelle moyenne est de 11,7 °C, avec une amplitude thermique annuelle de 15,3 °C. Le cumul annuel moyen de précipitations est de 669 mm, avec 10,5 jours de précipitations en janvier et 7,8 jours en juillet. Pour la période 1991-2020, la température moyenne annuelle observée sur la station météorologique la plus proche, située sur la commune de Bonneuil-en-France à 7 km à vol d'oiseau, est de 12,1 °C et le cumul annuel moyen de précipitations est de 616,3 mm,. Pour l'avenir, les paramètres climatiques de la commune estimés pour 2050 selon différents scénarios d'émission de gaz à effet de serre sont consultables sur un site dédié publié par Météo-France en novembre 2022.

## Urbanisme

### Typologie
Au 1er janvier 2024, Villetaneuse est catégorisée grand centre urbain, selon la nouvelle grille communale de densité à sept niveaux définie par l'Insee en 2022.
Elle appartient à l'unité urbaine de Paris, une agglomération inter-départementale regroupant 407  communes, dont elle est une commune de la banlieue,,. Par ailleurs la commune fait partie de l'aire d'attraction de Paris, dont elle est une commune du pôle principal,. Cette aire regroupe 1 929 communes,.

### Morphologie urbaine

Carte des quartiers.

La partie nord est de la commune constitue une partie du parc de la Butte Pinson, domaine naturel progressivement aménagé par Île-de-France Nature sur plus de 120 hectares. Cet espace vert se poursuit, au sud de l'avenue Jean-Jaurès, sur les 12 hectares de l'ancien parc départemental de Villetaneuse, désormais intégré au domaine régional.
Le cœur de la commune accueille depuis 1971, sur une trentaine d'hectares, le campus de l'Université Sorbonne Paris Nord (ex-Paris XIII) conçu par Adrien Fainsilber dans le cadre d'un projet inabouti qui devait également s'étendre sur les communes de Montmagny et de Deuil-la-Barre. En raison de cet inachèvement, la Ville et l'Université ont travaillé à un Projet Universitaire et Urbain, conçu par l'architecte urbaniste Christian Devillers destiné à :
- Tisser des liens urbains avec le reste de la ville ;
- Assurer les possibilités de développement de l'Université ;
- Organiser l'arrivée du tramway T8 ;
- Assurer la restructuration de la Cité Salvador Allende[12] ;
- Créer les espaces publics autour de la gare du T11.

L'ancien bourg rural a fait l'objet en 1975 d'une procédure de résorption de l'habitat insalubre (RHI), et le nouveau quartier a été conçu par Jean Renaudie. Le centre-ville a été déplacé plus au centre géographique de la commune, mais surtout à proximité du campus de l'université Paris XIII, afin d'unir Ville et Université, qui s'ignoraient.

### Habitat et logement
En 2021, le nombre total de logements dans la commune était de 4 813, alors qu'il était de 4 585 en 2015 et de 4 506 en 2010.
Parmi ces logements, 93,5 % étaient des résidences principales, 0,5 % des résidences secondaires et 6,0 % des logements vacants. Ces logements étaient pour 24,1 % d'entre eux des maisons individuelles et pour 73,1 % des appartements.
Le tableau ci-dessous présente la typologie des logements à Villetaneuse en 2021 en comparaison avec celle de la Seine-Saint-Denis et de la France entière. Une caractéristique marquante du parc de logements est ainsi une proportion de résidences secondaires et logements occasionnels (0,3 %) inférieure à celle du département (1,1 %) et à celle de la France entière (9,7 %). Concernant le statut d'occupation de ces logements, 24,4 % des habitants de la commune sont propriétaires de leur logement (23,9 % en 2015), contre 38,8 % pour la Seine-Saint-Denis et 57,5 % pour la France entière.
| Typologie                                               | Villetaneuse | Seine-Saint-Denis | France entière |
| ------------------------------------------------------- | ------------ | ----------------- | -------------- |
| Résidences principales (en %)                           | 93,5         | 92,6              | 82,2           |
| Résidences secondaires et logements occasionnels (en %) | 0,5          | 1,3               | 9,7            |
| Logements vacants (en %)                                | 6,0          | 6,1               | 8,1            |

### Voies de communications et transports

#### Voies routières
Villetaneuse est située à quelques kilomètres des autoroutes A1, A15 et A86.
Elle est tangentée par l'ex-RN 328 (route de Saint-Leu), devenue RD 928 et se trouve à faible distance de la RN 1 qui traverse la commune voisine de Pierrefitte-sur-Seine (commune déléguée de Saint-Denis).

#### Transports en commun

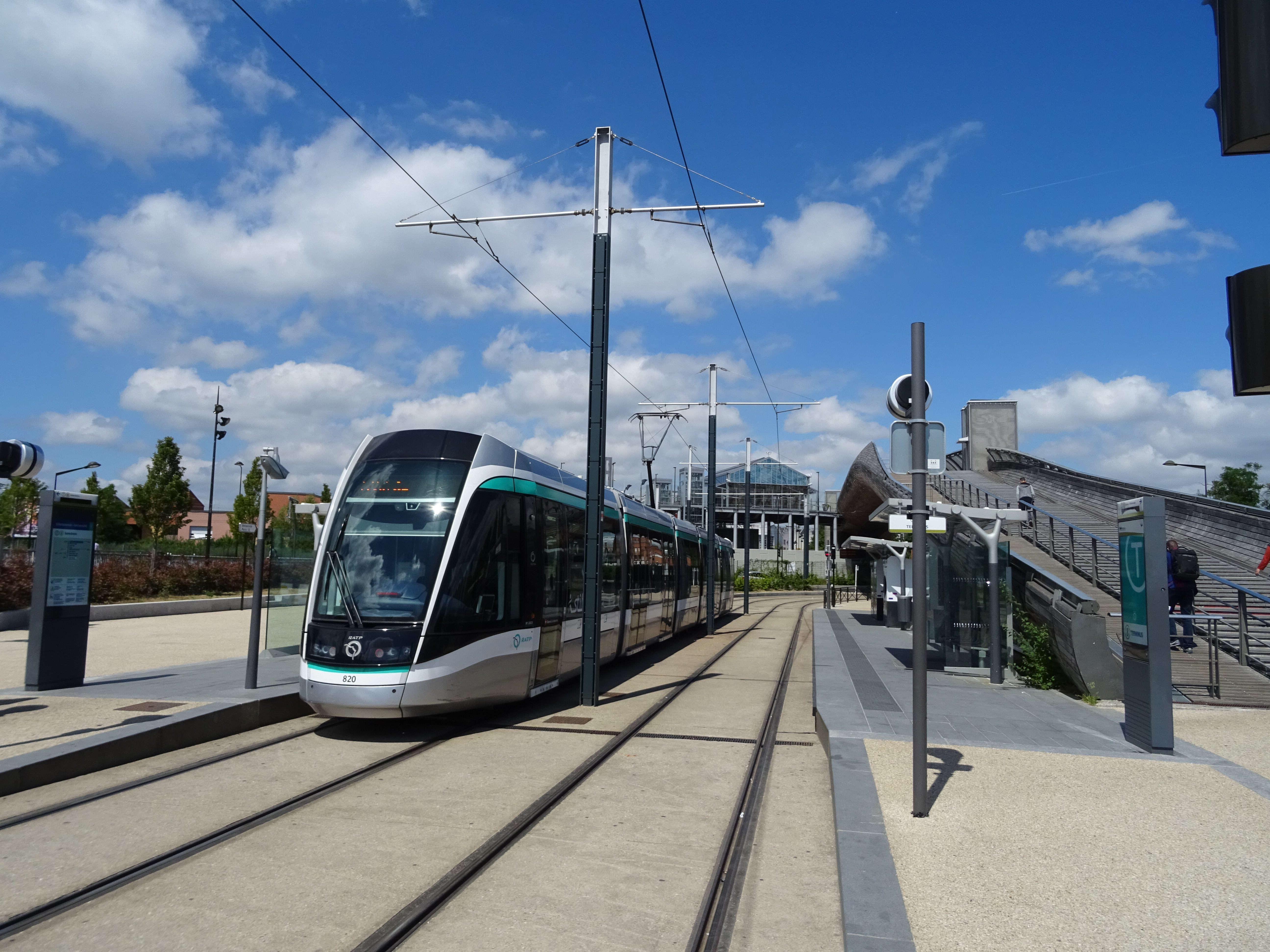
Le tram T8 à son terminus avec la passerelle et la gare du T11 en arrière-plan.

Depuis 1939, Villetaneuse ne disposait plus de gare, seuls les bus donnant accès aux gares Transilien et RER proches d'Épinay-Villetaneuse (ligne H) ou de Pierrefitte-Stains (RER D), ces deux gares étant actuellement desservies par le bus 361 et la première également par le bus 356. Depuis respectivement 1976 et 1998, les Villetaneusiens peuvent aussi rejoindre les stations Basilique de Saint-Denis et Saint-Denis Université (bus 256 et 356) sur la ligne 13 du métro. Depuis fin 2014, la station Saint-Denis - Porte de Paris est également accessible par le tram T8, dont la commune abrite aussi le centre de maintenance et de remisage. Durant la nuit, Villetaneuse reste desservie par la N51 sur la route de Saint-Leu.
Depuis juillet 2017, la commune dispose de la gare de Villetaneuse-Université sur la ligne du T11, sise au centre de la commune, au droit du terminus d'une des deux branches nord du tramway T8 mise en service en décembre 2014. Le T11 est une ligne tangentielle qui ne dessert pas directement Paris, mais est en correspondance avec les RER B, C, D et la ligne H.

#### Gare de Villetaneuse-Université

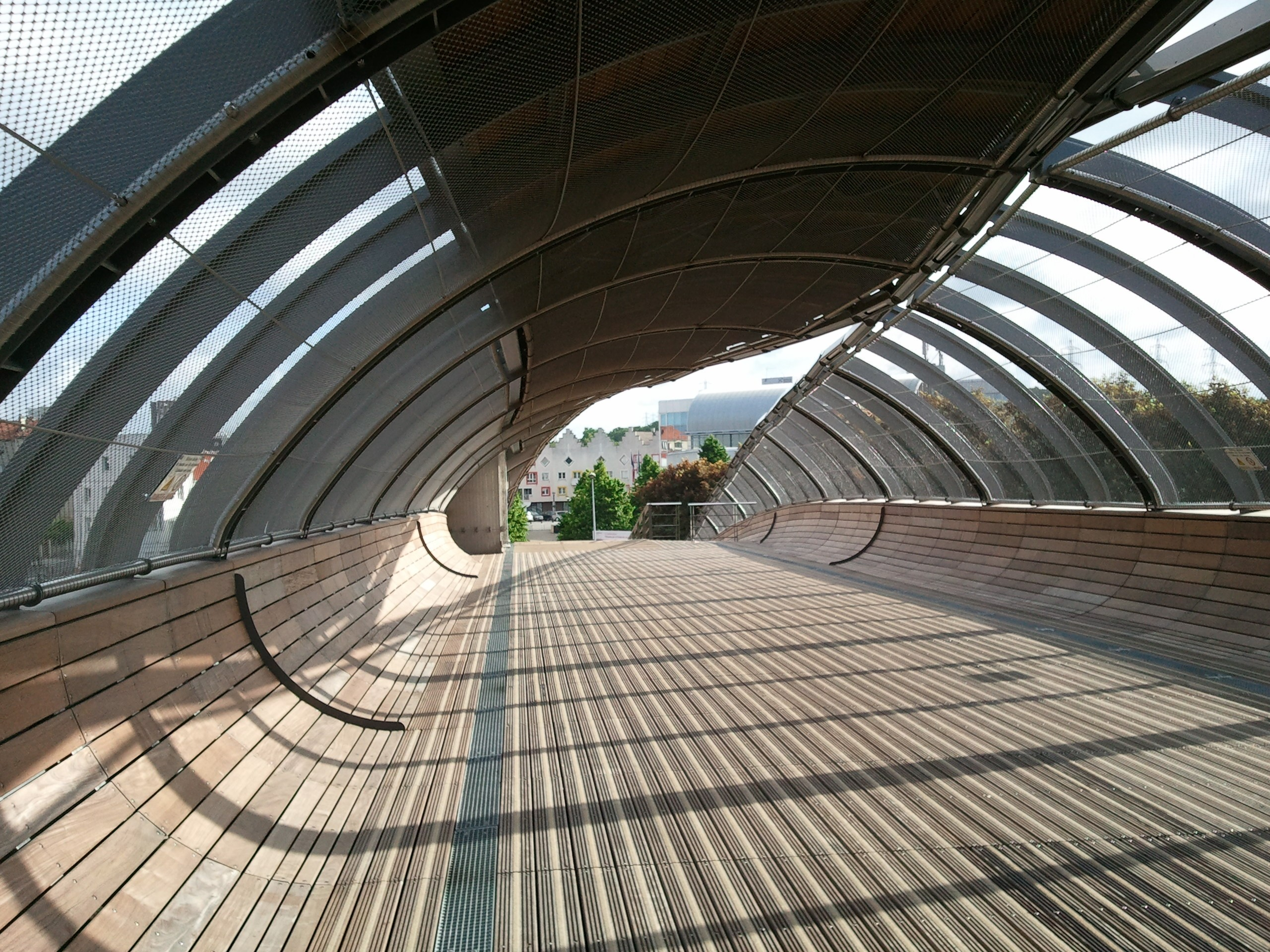
La passerelle de Villetaneuse.

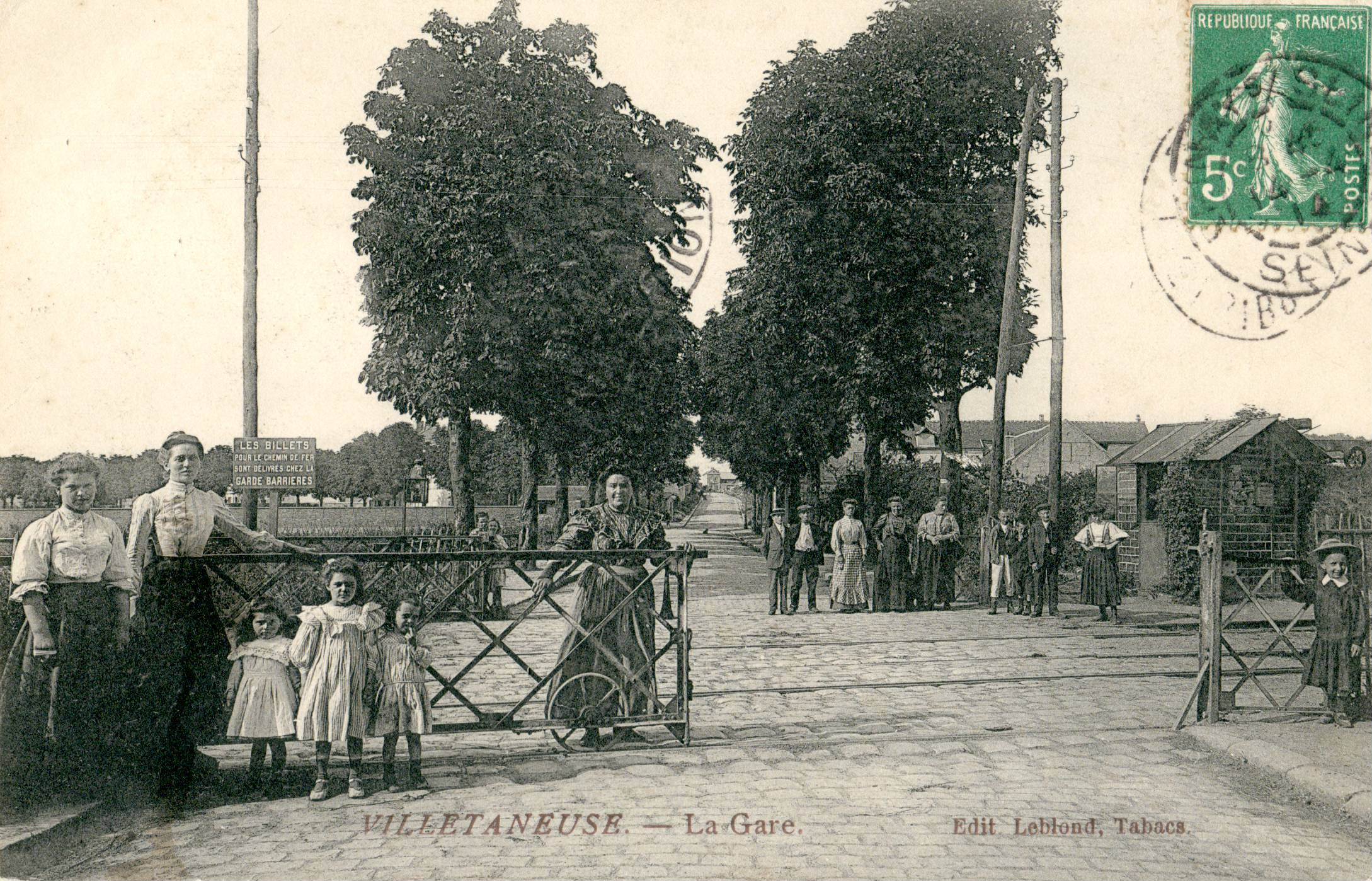
La halte de la Grande Ceinture à Villetaneuse était constituée par la maison du garde-barrière, détruite dans les années 1970.

La ligne ferroviaire dite de Grande Ceinture — qui a été réservée au transport de marchandises depuis 1939 et l'arrêt du transport de passagers qui se faisait pour Villetaneuse sous la forme d'une halte —, forme une coupure urbaine historique entre le nord et le sud de la ville. Elle est atténuée en 2012 par la création d'une passerelle piétonne. Elle a été complétée par la suite par un passage routier souterrain. Depuis l'été 2017, la passerelle donne également accès à la gare de Villetaneuse-Université, qui a été construite en surplomb des voies.

### Toponymie
Villetaneuse est mentionnée sous les formes suivantes : Villa Tineosa vers 1120 ; Villa Teignosa en 1209 ; Villa Teigneuse en 1313 ; Villa Scabiosa XVe siècle ; Ville Tigneuse 1470 ; Ville-taneuse 1517. Le nom de la commune semble dériver de Villa Tine Osa, lieu où l'on traite le tan (écorce de chêne ou d'aulne moulue) afin de pouvoir tanner les peaux, ou de Villa stagnosa (domaine des étangs).

## Histoire

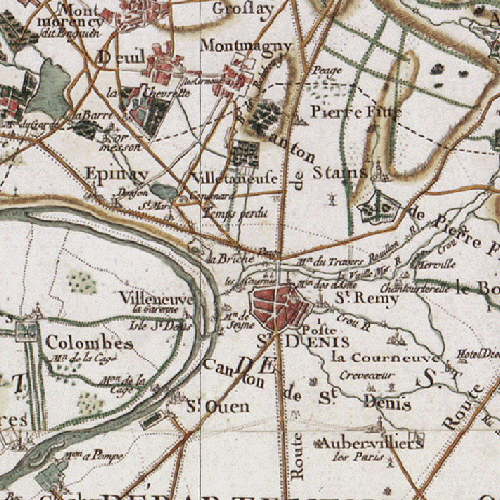
Extrait de la carte de Cassini. Villetaneuse est au nord-ouest de Saint-Denis.
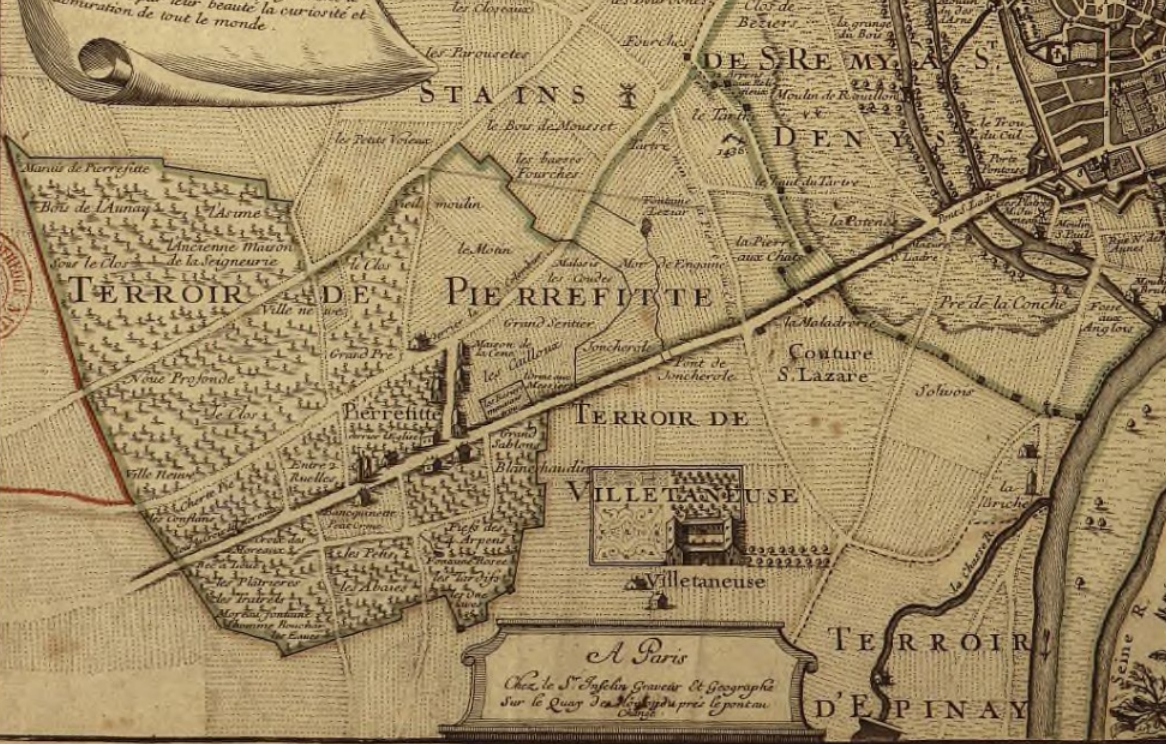
Les terroirs de Stains-Pierrefitte-Villetaneuse-Epinay en 1707
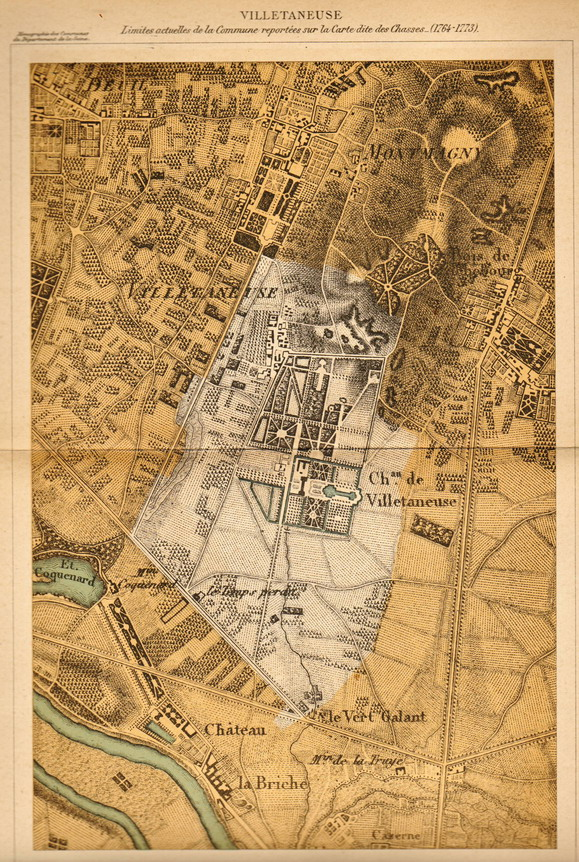
Carte des Chasses du Roi (1764-1773)

### Moyen-Âge
La première mention de Villetaneuse est attestée vers 1120, de Ricardus de Villatenosa. Le fief de Villetaneuse relève alors à la fois du seigneur de Montmorency et de l'Abbé de Saint-Denis.
Au début du XVe siècle, la collégiale Saint-Martin de Montmorency possède des vignes à Villetaneuse, ainsi que des droits de cens.

### Temps modernes
Aux XVIe et XVIIe siècles, les seigneurs de Villetaneuse sont des officiers royaux, comme Jean du Vivier, avocat au parlement en 1650, Julien Chauveau, procureur au Parlement en 1588…
Dès 1463, il est fait mention des carrières de pierre à plâtre de Villetaneuse, qui constituent, avec l'agriculture, la principale richesse de Villetaneuse. Un acte de 1613 indique qu’Anne Robert, avocat au Parlement, seigneur de Villetaneuse, demeurant à Paris, et Jacques Doublet, religieux à Saint-Denis, échangent leurs droits seigneuriaux réciproques qu'ils possèdent à Pierrefitte et à Villetaneuse. En 1658, Villetaneuse est érigé en comté, regroupant également La Briche et Épinay. La paroisse Saint-Liphard est créé au XIIIe siècle. En 1783, le lieutenant général de police sanctionne des carriers qui exploitent la pierre à plâtre sans autorisation. Un château figure sur les cartes d'Ancien régime, telle que la Carte des Chasses reproduite sur le côté, château que l'Abbé Lebeuf décrit ainsi : « Le château, accompagné de deux pavillons, était environné de fossés à fonds de cuve, revêtus de pierre, et pleins d'eau ; le parc clos de murs dans lesquels il y a un taillis et de la haute futaye, laquelle a été coupée depuis, plus 277 arpens de terre, prés et vignes, tant sur le territoire de Villetaneuse que sur celui de Pierrefitte. Il paraît que la source qui remplit les fossés de ce château est dans les fossés mêmes. Cette source s'écoule ensuite dans la rivière de Crould (sic), un peu avant que celle-ci se jette dans la Seine ».

### Époque contemporaine
En 1815, un violent incendie cause de grands dommages au château. Il est à supposer qu'il ne fut pas reconstruit, car, en 1825, la carte de Maire indique qu'il ne reste plus du château que le Parc. En 1883, l'ancien enclos du château, qui est resté entouré des fossés qu'avait décrits Lebeuf, devint le siège d'une blanchisserie, dite Blanchisserie du Château de Villetaneuse. Le conseil municipal protesta, en novembre 1885, contre les inconvénients qui pouvaient résulter, au point de vue de la salubrité, des eaux de lessive, chargées d'ingrédients divers, déversées dans le rû du Rouillon par cette « buanderie » et réclama l'assainissement du ru, depuis ce point jusqu'à la limite du territoire communal.
C'est l'origine de l'actuelle zone d'activité de Villetaneuse.
Les circonscriptions religieuses sous l'Ancien Régime incluent : Paroisse : Villetaneuse, Doyenné : Montmorency, Archidiaconé : Paris et Diocèse : Paris.
Circonscriptions administratives sous l’Ancien Régime :
- Intendance : Paris,
- Élections : Paris,
- Subdélégation : Saint-Denis,
- Grenier à sel : Paris,
- Coutume : Paris,
- Parlement : Paris,
- Bailliage : Prévôté de Paris,
- Gouvernement : Île-de-France.

#### De 1850 à 1960
Au XIXe et au début du XXe siècle, l'activité maraîchère prédomine, mais les carrières de pierres à plâtre sont très présentes dans les contreforts de la Butte-Pinson.

Sélection de cartes postales anciennes et de photos de Villetaneuse au début du XXe siècle.
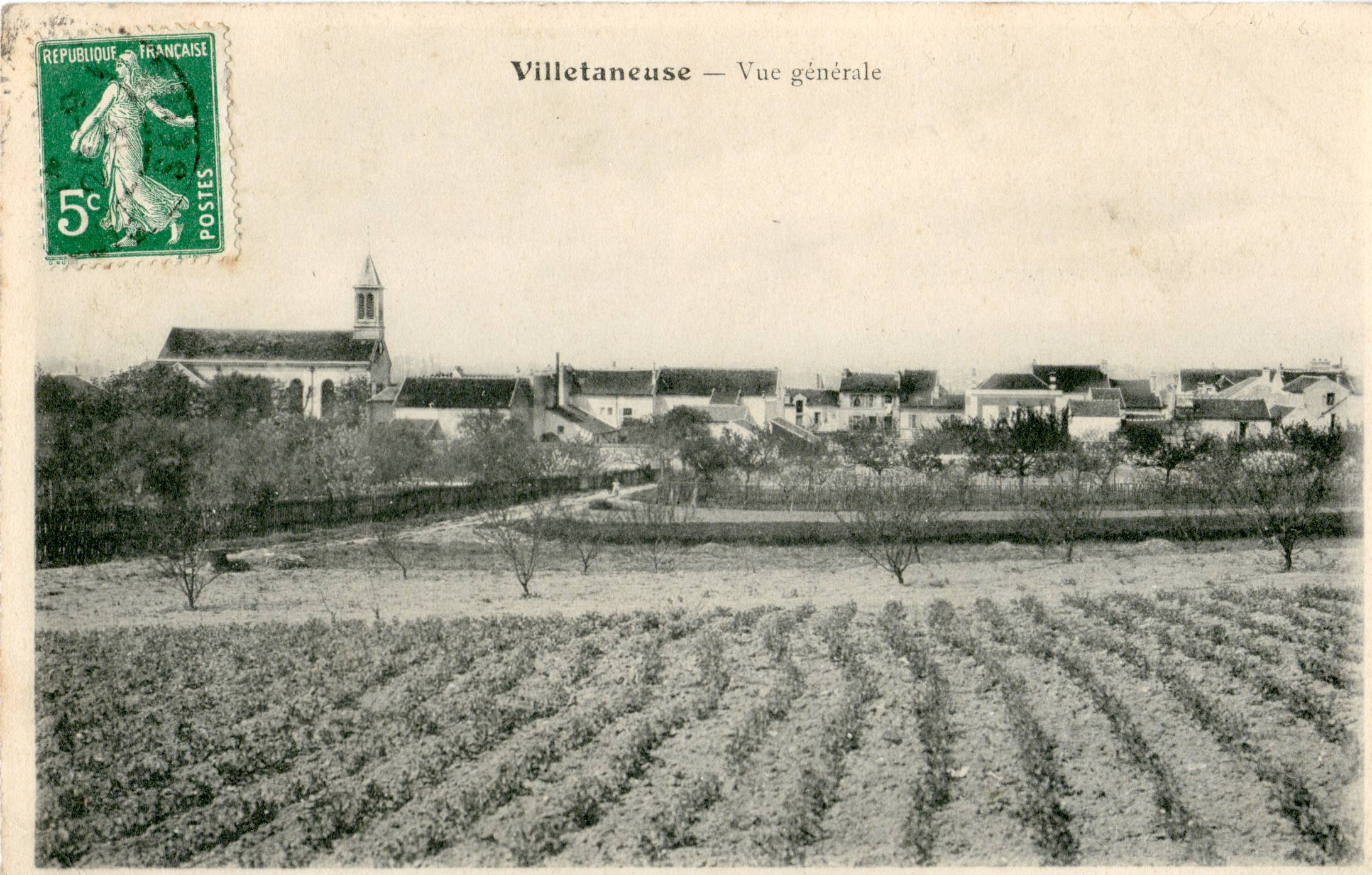
Vue générale de Villetaneuse, au début du XXe siècle.
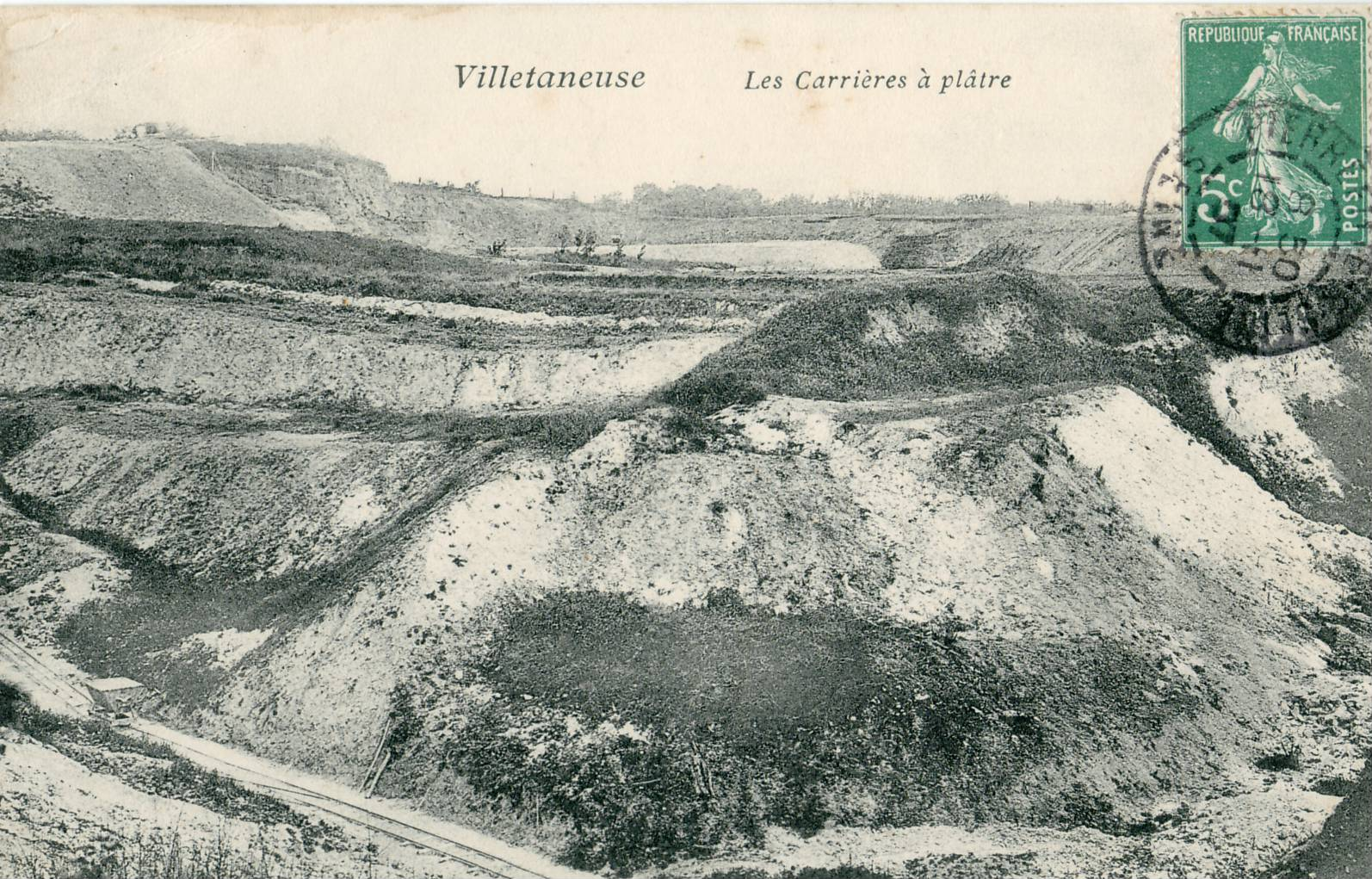
Une carrière de gypse à Villetaneuse, au début du XXe siècle.
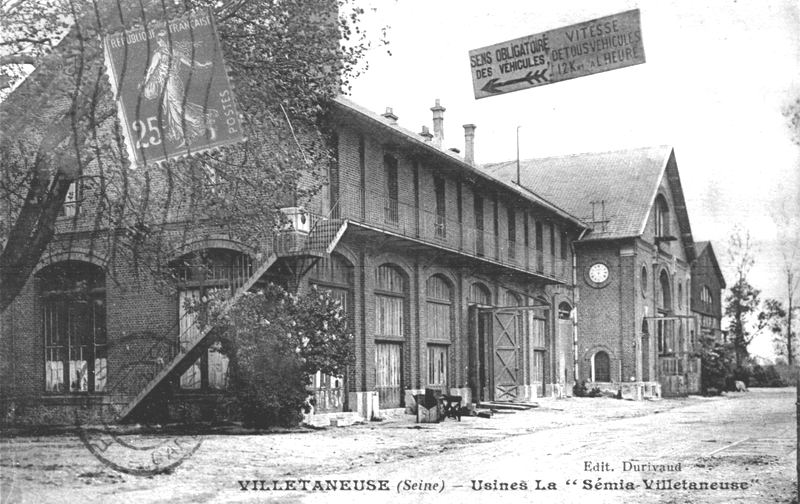
La zone d'activité du Château au début du XXe siècle.
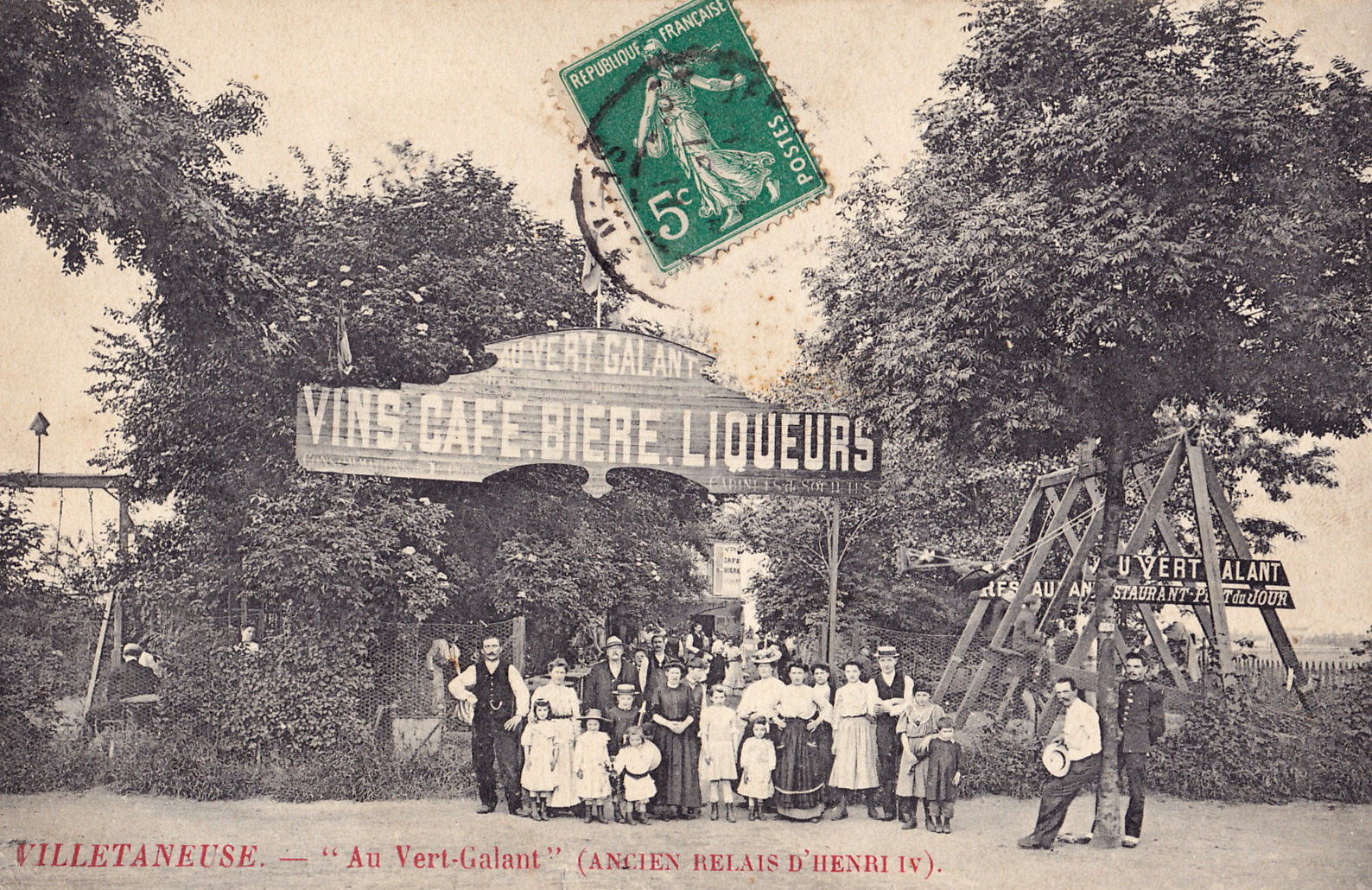
La guinguette du Vert-Galant, sensiblement à l'emplacement du centre commercial BienVenu, dans les années 1900.
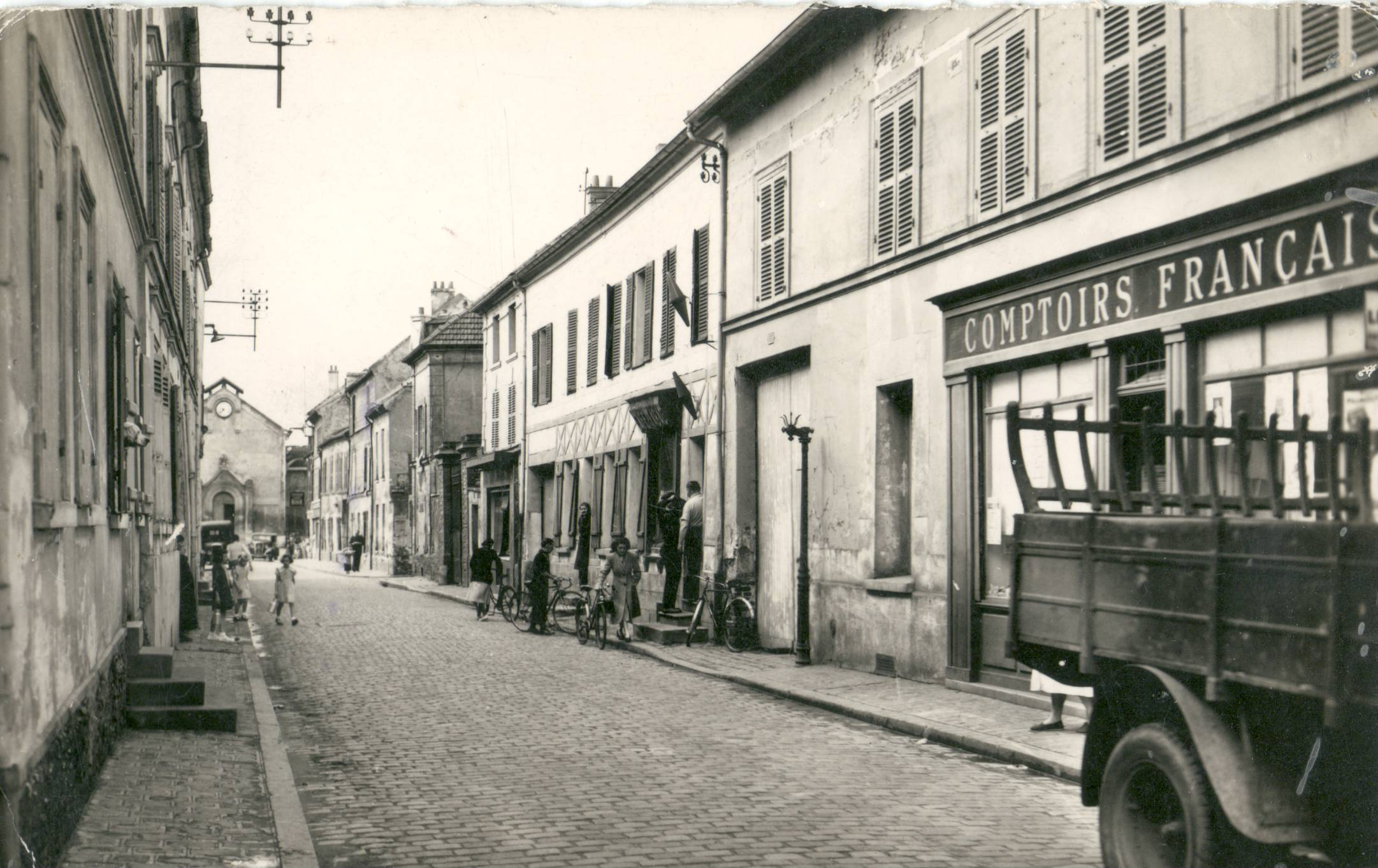
La rue principale de Villetaneuse dans les années 1950-1960, aujourd'hui rue Roger-Salengro.

Villetaneuse est libérée le 27 août 1944.
Ancienne église

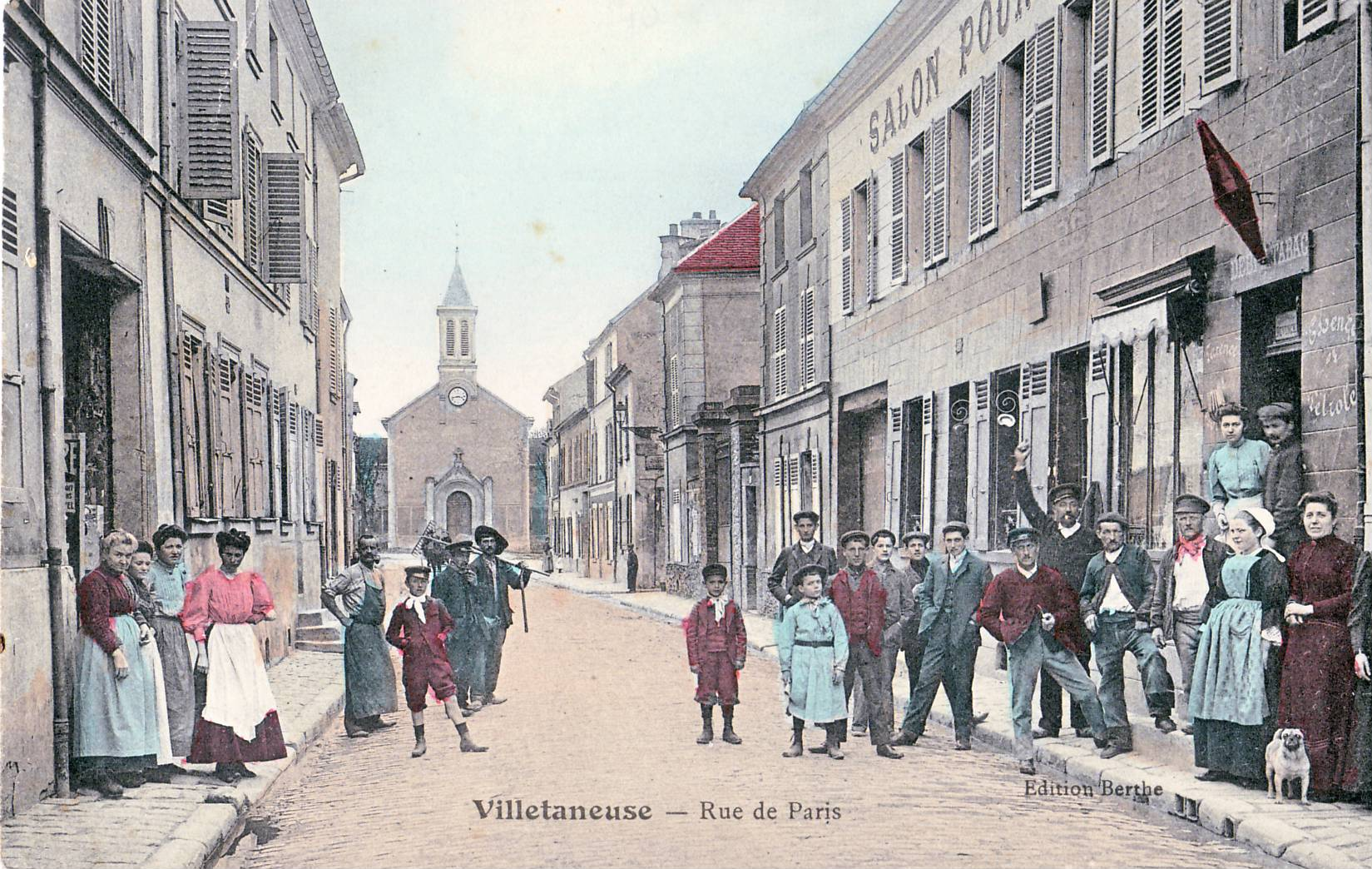
L'ancienne église au fond de la rue Roger-Salengro, avant 1908.

Si l'on sait qu'une paroisse dédiée à saint Liphard existe depuis le XIIIe siècle à Villetaneuse, la première église connue nous l'est par la description de l'abbé Lebeuf et semble dater de la première moitié du XVIIIe siècle. C'était une simple chapelle, couverte d'un lambris peint disposé en forme de voûte, et dotée d'une petite tour. Son patron, saint Liphard y était représenté en abbé, vêtu de blanc, avec un dragon ou un serpent à ses pieds. L'édifice s'élevait en face du château, à côté du cimetière, et par conséquent, assez loin du centre de bourg rural : c'était plus la chapelle du château de l'église de la paroisse.
Selon les registres du conseil municipal, le maire exposa au conseil le 20 mai 1850 que « l'église est insuffisante, insalubre et en très mauvais état, située dans un endroit isolé et marécageux, presqu'à un kilomètre de la commune », et qu'il était indispensable de la reconstruire. Le conseil se rangea à cet avis et manifesta ses préférences au point de vue de l'emplacement, pour la propriété du sieur Perrin (Alexandre) à l'angle formé, de nos jours, par la rue du 19 mars 1962 et la rue Roger-Salengro, emplacement qui constituait alors l'entrée sud du bourg.
Cet emplacement fut, en effet, adopté, mais plusieurs années seulement après, et à la suite de beaucoup de tâtonnements pour l'adoption d'un devis qui paraissait toujours trop élevé. Un décret du 27 juin 1855 autorisa enfin la commune : 1° à acquérir de la dame veuve Perrin, née Fauveau, et du sieur Miller (François), moyennant 8 400 francs, le terrain et les bâtiments où seraient élevés la nouvelle église, et ultérieurement un presbytère; 2° à aliéner aux enchères publiques, sur la mise à prix de 11 200 francs, le presbytère et les matériaux de l'ancienne église.
Les travaux de construction, menés sous la direction de l'architecte Deulin, furent achevés en 1857 ; finalement, le compte total de la dépense, s'élevant à 54 170,46 F., fut approuvé le 17 octobre 1858.

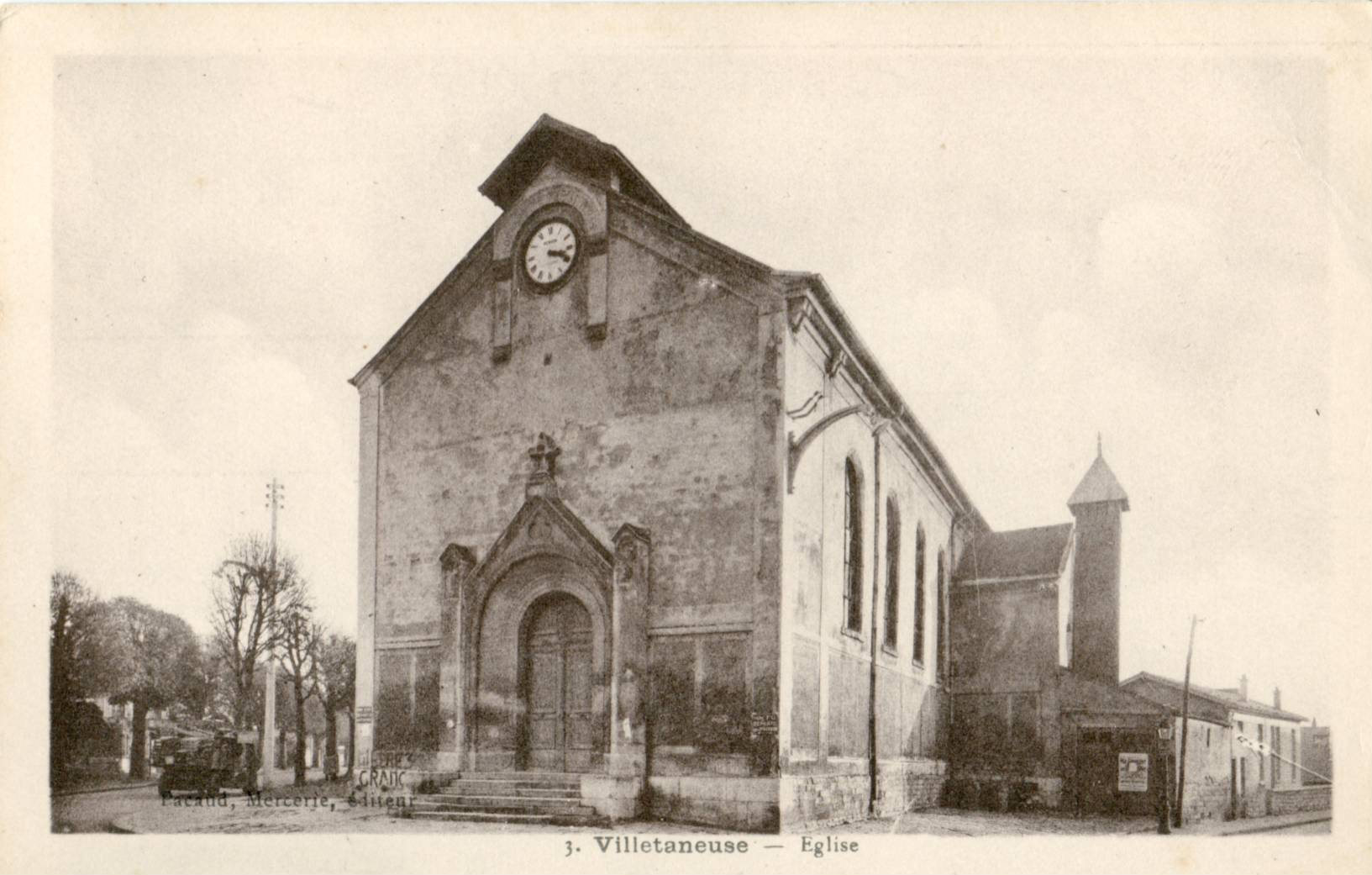
L'ancienne église, dans l'entre-deux-guerres. Son clocher avait été abattu en 1908.

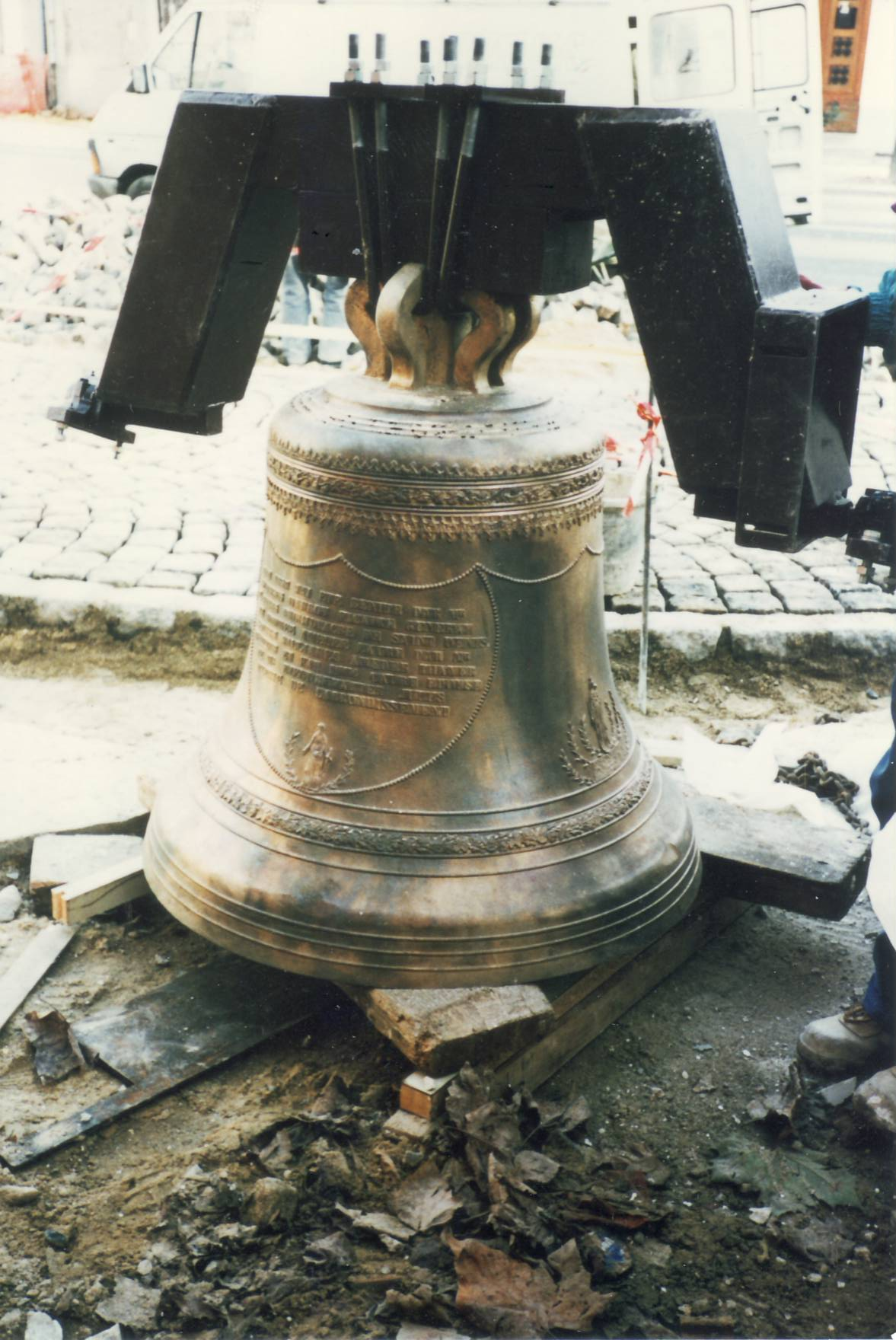
La cloche de l'église provient de l'église de 1857, où elle aurait été dédiée en 1871, durant la Commune de Paris. Nettoyée, elle a été réimplantée dans le nouveau clocher.

« La façade principale se compose d'un mur que termine un pignon interrompu on son milieu par un campanile ou beffroi carré, ouvert sur ses quatre côtés par des fenêtres géminées garnies d'abat-sons et surmonté d'une flèche quadrangulaire avec croix.
La porte principale est plein-cintre et les moulures de l'archivolte se prolongent jusqu'au soubassement. Cette porte est encadrée de deux contreforts sur lesquels vient s'appuyer un fronton dont le tympan renferme une croix latine. Les façades latérales n'offrent rien de particulier. Le plan de cette église affecte la forme d'une croix latine. La grande nef a cinq travées jusqu'au transept. La première est occupée par une tribune ; les quatre autres sont ajourées de fenêtres plein-cintre, encadrées d'arcs qui s'appuient sur des pilastres peu saillants. Les deux côtés du transept s'ouvrent sur la nef par une grande arcade plein-cintre, au-dessus (le laquelle est placé un tableau portant inscription et surmonté d'un attique décoré de pilastres.
Le transept droit abrite la chapelle de la Vierge ; celui de gauche la chapelle de saint Liphard, sous l'invocation duquel l'église est placée ».
L'église a été représentée à plusieurs reprises par Maurice Utrillo. Malheureusement, cette seconde église, construite en pierre à plâtre locale, matériaux médiocre et peu pérenne, présentait de nombreux désordres, et un arrêté municipal du 29 février 1908 ordonna la démolition du clocher en raison de son « état de complet délabrement » Après l'effondrement de l'un des plafonds du transept, intervenu la nuit du 24 au 25 décembre 1987, après la messe de Noël, la municipalité dut faire abattre ce bâtiment, devenu dangereux et irréparable. La nouvelle église, confiée à Raymond Ferlay, fut inaugurée le 18 décembre 1991. Elle a conservé de l'église précédente sa cloche, et, d'une ancienne chapelle de la route de Saint-Leu, une statue antique de la Vierge Marie.
Ancienne mairie

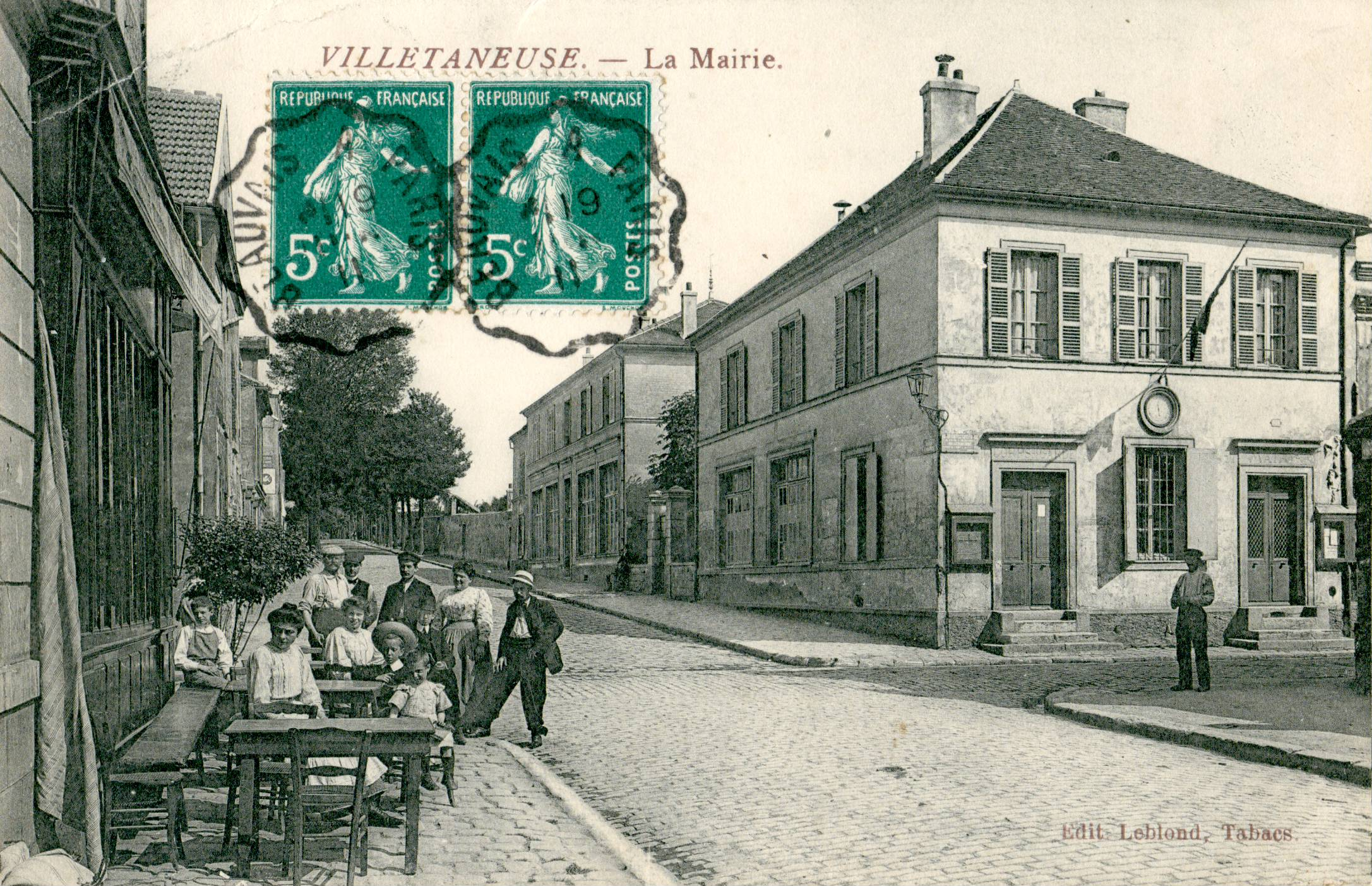
L'ancienne mairie de Villetaneuse, vers 1900.

Le conseil municipal décida d'acheter en 1835 un terrain situé au centre du bourg, à l'angle de la rue Salengro et de l'avenue Jean-Jaurès (là ou se trouve aujourd'hui un espace vert) « pour y édifier une école primaire, une mairie et un corps de garde », qui fut conçu par l'architecte Lequeux en 1838. Le rez-de-chaussée de cette mairie-école servait de salle de classe des garçons et de salle de garde, l'étage servant à la mairie. Vers 1895, ce bâtiment fut complété d'un second à l'est, servant d'école des filles et de logement des instituteurs à l'étage. Au sud, un « préau » compléta l'ensemble jusqu'aux années trente, où le préau fut transformé en salle des fêtes et les écoles transférées dans le nouveau groupe scolaire de la commune, l'école Jean-Baptiste-Clément. En 1939, le bureau de poste, tout juste créé à Villetaneuse, s'installa dans les anciens locaux de l'école des filles.
Les bureaux de la mairie utilisèrent rapidement les locaux de l'école des garçons, puis, après la construction du bureau de poste de la rue du 19 mars 1962, la totalité des bâtiments, qui restaient toujours trop exigus pour satisfaire aux besoins des Villetaneusiens, et on parlait d'un nouvel hôtel de ville depuis les années soixante. Celui-ci a été construit dans le nouveau centre-ville par l'architecte Nina Schuch et a été inauguré en septembre 1992.
Démographie en 1896

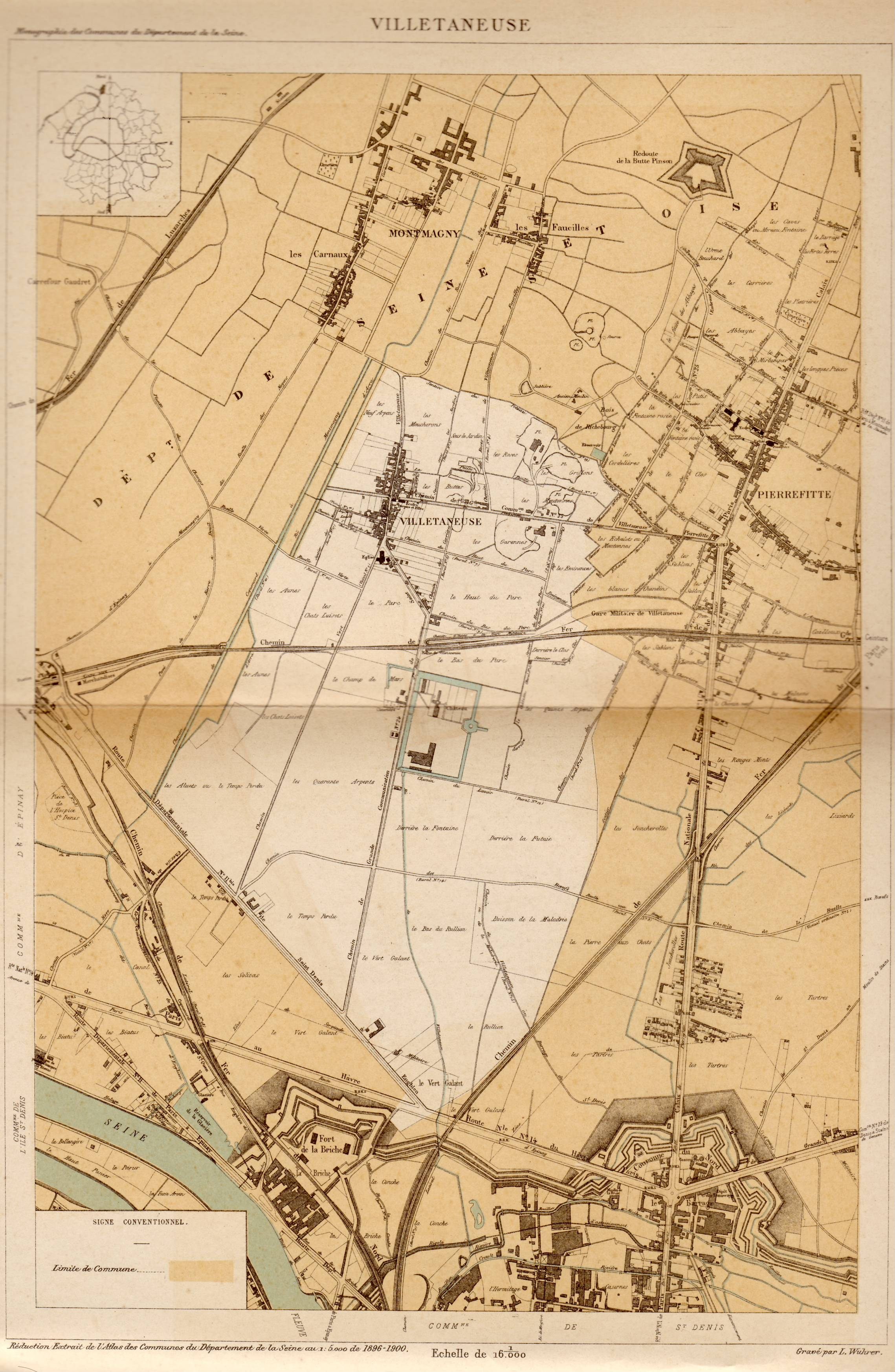
Villetaneuse en 1896.

En 1896, la commune compte 708 habitants, dont 240 inactifs (enfants, femmes au foyer, vieillards).
Les actifs se répartissent comme suit :
| Activité                                   | Nombre |
| ------------------------------------------ | ------ |
| Chefs d'industrie                          | 9      |
| Banquiers, commerçants                     | 20     |
| Commis ou employés                         | 24     |
| Ouvriers, journaliers… agricoles           | 81     |
| Ouvriers, journaliers… d'usines            | 127    |
| Ouvriers, journaliers… de petite industrie | 46     |
| Professions libérales                      | 4      |
| Propriétaires et rentiers                  | 114    |
| Professions inconnues                      | 1      |

La commune compte alors trois carrières de pierre à plâtre, employant au total 150 ouvriers, une fabrique de « fibre chamois » (50 ouvriers) et une fabrique d'engrais (10 ouvriers).
Entre-deux-guerres
Entre les deux guerres mondiales, des petites zones pavillonnaires se créent, à l'écart de l'ancien bourg. Elles sont habitées par des ouvriers de Saint-Denis, un nombre important de gaziers de l'usine de Gennevilliers ou les cheminots du dépôt des Joncherolles, ce dernier étant créé en 1932 par la Compagnie des chemins de fer du Nord pour accueillir ses locomotives à vapeur de banlieue. Afin de loger les cheminots, la Compagnie du Nord construit également une cité ouvrière à proximité immédiate du dépôt, la Cité des Joncherolles, dénommée également cité-jardin Saint-Vincent-de-Paul, gérée depuis 2020 par le bailleur social du territoire, Plaine Commune Habitat. La rue du Dépôt, située dans cette petite cité pavillonnaire, rappelle cette histoire ferroviaire.
Au début des années trente, si l'agriculture reste importante, l'activité économique de la commune est principalement assurée par les entreprises suivantes :
- Atelier de la Nobel Française, nouvelle dénomination de la Société Industrielle du Celluloïd, qui exploitait son entreprise de produits en celluloïd à l'emplacement de l'actuel centre commercial BienVenu et employait 300 personnes ;
- le Linge Azur, autre entreprise de celluloïd proche celle de la Nobel sur l'avenue de la Division Leclerc, employant 20 salariés
- Les carrières Cruvellier (20 carriers) et Vieujot (20 salariés) ;
- À l'emplacement de l'ancien château, les tanneries de Villetaneuse (20 salariés) et un dépôt de matériel et d'outillage, la  Scémia (20 salariés) et la compagnie française de transformation métallurgiques (20 salariés).

Au total, ce sont 400 emplois qui existent au début des années trente à Villetaneuse, occupés pour la plupart par des personnes n'habitant pas la commune.

#### Après-guerre
Aux élections municipales de mai 1945, Pierrette Petitot, jeune militante communiste, s’engage (les femmes n'ont le droit de vote et d’éligibilité que depuis l'année précédente) sur la liste issue de la résistance conduite par Yves Mahé. Cette liste remporte les élections, mais le nouveau maire, Yves Mahé, démissionne quelques mois plus tard. Le Conseil municipal choisit alors, pour lui succéder, Pierrette Petitot. Celle-ci devient ainsi à 27 ans, l’une des plus jeunes et premières femmes maires de France.
Villetaneuse a été très meurtrie par la guerre, le conseil municipal est composé de communistes, de socialistes, et de sans-parti (en particulier ceux qui avaient participé à la libération de la ville). Pierrette Petitot développent en priorité avec son équipe l’action sociale et la protection des enfants. Dès 1945, une consultation pour nourrissons est ouverte rue Roger Salengro. C’est l’ancêtre des centres de Protection maternelle et infantile d’aujourd’hui (PMI). La municipalité, sur proposition du maire, Pierrette Petitot, décide d’envoyer les enfants à la campagne, pour respirer le grand air. Ce sont les premières colonies de vacances. Une propriété à la campagne, « le chêne vert » (à Les Salles-Lavauguyon en Haute-Vienne), est achetée en 1951 par la Ville. Dans le même temps, est créé le patronage, ancêtre des centres de loisirs.
Villetaneuse était un gros village en 1945 (comme en témoignait Pierrette Petitot, le centre-ville était surtout habité par des paysans, et les maisons étaient très anciennes). Des années 1950 aux années 1970, le village de Villetaneuse se transforme en petite ville. Dans une commune qui manque de tout (il n'y avait pas d'équipements, pas d’égouts, comme dans nombre de petites communes de la banlieue parisienne), Pierrette Petitot met toute son énergie pour obtenir les matériaux et les crédits nécessaires à la construction de logements et d'équipements. L'équipe communale se bat pour l’agrandissement de l’école Jean-Baptiste Clément, la réalisation de nouveaux équipements scolaires et pour faire venir des lignes de bus.
Après avoir pansé les blessures de guerre, la commune poursuit son développement, avec notamment la création des premiers ensembles d'habitation destinés à remédier à la crise du logement (cités communales des rues Henri Barbusse, Frédéric Ozanam, Edouard Vaillant, immeubles du quartier sud, de la rue Maurice Grandcoing...). Une entreprise emblématique s'installe à Villetaneuse en 1956, les disques Vogue, qui jouèrent un rôle majeur dans la diffusion du jazz en France, et donnèrent leur chance à de nombreux jeunes artistes, tels que Johnny Hallyday, Antoine, Jacques Dutronc, Françoise Hardy, Gérard Jaffrès,. Après la faillite de l'entreprise, les bâtiments du siège social ont été démolis, et le site est désormais occupé par un ensemble de pavillons, dont la toponymie (Mail Vogue, allées Sidney-Bechett et Django-Reinhardt) rappelle l'histoire. Les studios d'enregistrements subsistent dans la zone d'activité, allée des Acacias. La municipalité développe les services publics, en partenariat avec le conseil général, qui crée une crèche et une PMI dans les années 1960.

#### Création de l’université Paris-Nord
« En 1966, le ministère de l'Éducation nationale et la Délégation générale du District de la région parisienne lançaient un concours d'idées à deux degrés pour « un aménagement de la plaine de Villetaneuse-Deuil-Montmagny comportant un ensemble universitaire ». Le programme du concours insistait particulièrement - on cherchait sans doute déjà à éviter les erreurs de Nanterre - sur la nécessité de trouver une composition favorisant une utilisation commune des équipements publics et universitaires de toute nature. À l'issue du jugement du deuxième degré, l'équipe Adrien Fainsilber-Högna Sigurðardóttir obtint le premier prix en s'étant fixé pour objectif de faire de l'université un élément fondamental et dynamique de la structure urbaine et non une forteresse refermée sur elle-même et isolée du reste de la ville » (Gérard Négréanu).
La municipalité de Villetaneuse a donné un avis favorable, dès janvier 1960, à la mise en chantier à Villetaneuse de la faculté des sciences du nord de Paris, mais alors que l'emplacement prévu est augmenté (36 hectares au lieu de 20 initialement prévus et englobant alors 31 pavillons), Pierrette Petitot et son conseil municipal bataillent pour que soient garantis les droits des futurs expropriés, dont la réinstallation est sollicitée. Comme l'écrivait Pierrette Petitot, « le ministère de l'éducation nationale restant sourd à cette proposition de l'assemblée municipale, celle-ci décidait, le 15 janvier 1964, la création d'un lotissement permettant la réinstallation des expropriés ».
Le projet de campus, mis en parenthèses pendant plusieurs années, fut repris en janvier 1970, sans doute comme une conséquence des événements de Mai 1968, avec l'objectif absolu d'ouvrir une première tranche du campus dès novembre 1970 et le surplus du centre d'études littéraires et juridiques (CELJ) à la rentrée 1971, moyennant une réduction drastique du programme et de la taille du campus, désormais réduit à une vingtaine d'hectares situés au centre la commune de Villetaneuse, alors que le projet mis au concours devait s'étendre sur plus de 300 hectares répartis sur les communes de Deuil-la-Barre, Montmagny et Villetaneuse.
Les éléments d'accompagnement du projet furent également réduits, puisque le RER prévu par le SDRIF de 1965, puis le prolongement de la ligne 13 du métro de Paris (par le SDRIF de 1975) n'ont jamais été réalisés, non plus d'ailleurs que les multiples projets autoroutiers qui devaient desservir le nord-ouest de la Seine-Saint-Denis. Du projet de ville universitaire, sans doute comparable dans son esprit à ce qui fut réalisé à Orsay, Bures-sur-Yvette… pour l'université Paris XI, ne fut réalisé à Villetaneuse que l'université, sans ses cités universitaires, et avec uniquement un restaurant universitaire, la Bibliothèque universitaire, un gymnase couvert (le COSEC), ainsi qu'une cité HLM, la cité Allende, initialement destinée à accueillir notamment les personnels de l'éducation nationale et d'autres agents publics.
Les architectes n'eurent donc que deux mois pour dessiner les premiers bâtiments, réalisés en préfabrication lourde de béton, mais la première rentrée du campus eut bien lieu à la rentrée 1970. Financé à hauteur de 62 % par l'État, un centre nautique (fermé depuis 2015) accompagne la construction de l'université.
La faculté des sciences, initialement dénommée Centre scientifique et polytechnique (CSP) a été construite en 1974. Aujourd'hui dénommé Institut Galilée, il a bénéficié d'une extension conçue par Jean Tribel. Dans le cadre d'un plan d'urgence ont été construits vers 1990 de nouveaux amphis pour le CELJ, afin d'accompagner la croissance du nombre d'étudiants. Le grand auvent a été transformé en forum, qui constitue désormais le vrai cœur du campus. Le campus, conçu de manière cohérente pour s'étendre au-delà du territoire communal et renouveler l'urbanisation, à la mode des villes nouvelles que l'on construisait alors, n'a ainsi constitué qu'une enclave placée au centre de la ville, isolant ses quartiers Nord et Sud.
Jusqu'à la mise en service du T8, l'Université et la ville ne sont desservies que par la gare d'Épinay-Villetaneuse, qui malgré son nom, se trouve à près d'un kilomètre de la ville.

#### Années 1980-2005
Depuis 1975, Jean Renaudie étudiait la rénovation de Villetaneuse, afin de permettre d'une part de supprimer les anciens habitats insalubres en pierre à plâtre du vieux bourg et de lier la Ville à l'Université.
Cela se fit en deux temps :
- En 1982 et 1986 ont été construits les immeubles dits « soleil » ou « RHI », sur l'emplacement de l'ancien centre du bourg. Ces 262 logements HLM comprenaient une résidence pour personnes âgées ainsi que des commerces, qui n'ont jamais été dynamiques.
- En 1992 commença la réalisation de la ZAC du centre-ville, qui s'achève en 2007. Ont ainsi été construits le nouvel hôtel de ville, de nombreux services publics sociaux, 48 pavillons locatifs sociaux, 36 maisons individuelles groupées en accession, deux cités universitaires et environ 400 logements locatifs sociaux.

La démolition de l'ancienne mairie marqua le début du déclin du quartier qui l'entourait, dont la plus grande part avait été conçue par Jean Renaudie et son école, nécessitant l'élaboration d'un projet de renouvellement urbain conventionné avec l'ANRU en 2007. Parallèlement à ces opérations de logements, la commune, puis, plus tard, Plaine Commune ont développé la zone d'activité de Villetaneuse autour de son noyau, la zone du Château. La SNCF profita de ses emprises inutilisées du dépôt des Joncherolles (vacant depuis la fin de la traction vapeur) pour créer un atelier de grande dimension permettant l'entretien des rames de banlieue, et la municipalité parvint à obtenir la création du centre commercial BienVenu (autour de l'enseigne Continent, puis Auchan) à l'extrême sud de la Ville, sur des emprises qu'avait exproprié l'État vers 1966 et qui étaient restées peu employées, si ce n'est par des activités nuisantes.
À partir de 2004 débuta enfin la restructuration de la Cité Allende, étudiée dès 1990, et qui permit la réhabilitation lourde de 283 logements, la démolition de 5 des 14 bâtiments afin de dé-densifier et d'ouvrir la cité sur son quartier tout en organisant ses relations avec l'université qui la jouxte et en préparant l'arrivée du tramway T8. Deux rues ont été ouvertes à cette occasion, la rue Pablo Neruda, et la rue de l'Université.

#### 2006-2015

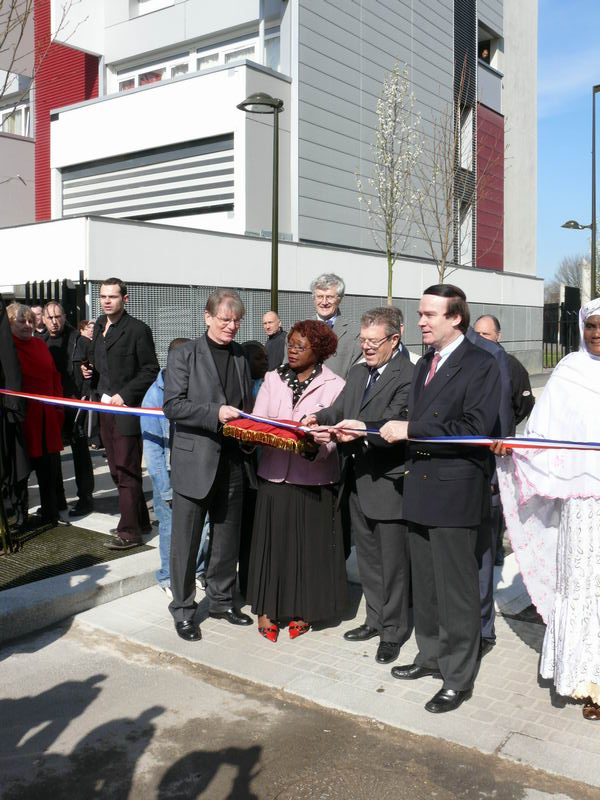
Inauguration de la première opération ANRU : la restructuration de la Cité Allende et la création de nouveaux espaces publics du Projet Universitaire et Urbain
10 mars 2007.

Les années 2009 et suivantes sont consacrées à la mise en œuvre du projet de renouvellement urbain conventionné avec l'ANRU relatif au quartier nord de Villetaneuse, et qui porte principalement sur les bâtiments conçus par Jean Renaudie : ils sont tous réhabilités, mais la commune utilise l'ensemble des espaces en rez-de-chaussée pour y implanter des services à dominante sociale, et l'un des îlots est transformé en immeuble en copropriété. Une opération de redynamisation des commerces de proximité est engagée. Cette opération est réalisée par un ensemble de partenaires et d'opérateurs comme la SA HLM La Sablière, l'OPH Plaine Commune Habitat, l'établissement public d'aménagement de la Plaine de France, le promoteur DCF, etc.
La mise en œuvre du projet universitaire et urbain se poursuit, avec notamment la construction de deux équipements de l'Université financés dans le cadre du Contrat de plan État-région 2000-2006 : celle de son gymnase, livré en 2012, et l'extension de la Bibliothèque universitaire, nommée en l'honneur du philosophe et sociologue Edgar Morin. La livraison d'une soixantaine de logements locatifs construits entre la Cité Allende et le centre nautique a eu lieu en 2011 pour achever ce quartier d'habitat.
En 2011 commence le franchissement des voies de la Grande-Ceinture dans le cadre de la création du T11 et de celle de la gare de Villetaneuse-Université. Depuis fin 2014, l'université est desservie par le tramway T8.

Le premier ouvrage d'art construit sur le T11 : la passerelle de Villetaneuse-Université, photographiée pendant son chantier de construction, desservant la gare construite dans un second temps à cheval sur les voies, et qui relie l'Université Sorbonne Paris Nord, dont on voit le gymnase universitaire à droite du cliché, et le quartier du Centre-ville, à gauche. Au fond à droite, le Centre nautique Jacques-Duclos, démoli depuis.

## Politique et administration

### Rattachements administratifs et électoraux
Antérieurement à la loi du 10 juillet 1964, la commune faisait partie du département de la Seine. La réorganisation de la région parisienne en 1964 fit que la commune appartient désormais au département de la Seine-Saint-Denis après un transfert administratif effectif au 1er janvier 1968, et à son arrondissement de Saint-Denis depuis 1993.
Pour l'élection des députés, Villetaneuse faut partie depuis 1968 de la deuxième circonscription de la Seine-Saint-Denis.
Elle faisait partie de 1801 à 1993 du canton de Saint-Denis, année où elle intègre le canton d'Aubervilliers  puis à compter de 1909 à nouveau le canton de Saint-Denis du département de la Seine. Lors de la mise en place de la Seine-Saint-Denis, elle est rattachée en 1967 au canton de Saint-Denis-Nord-Ouest puis, en 1976, au canton de Pierrefitte-sur-Seine. Dans le cadre du redécoupage cantonal de 2014 en France, la commune est rattachée au canton d'Épinay-sur-Seine.

### Intercommunalité
La ville est membre fondateur depuis 2000 de la communauté d'agglomération Plaine Commune, présidée de 2000 à début 2005 par le maire Jacques Poulet.
Dans le cadre de la mise en œuvre de la volonté gouvernementale de favoriser le développement du centre de l'agglomération parisienne comme pôle mondial est créée, le 1er janvier 2016, la métropole du Grand Paris (MGP), dont la commune est membre.
La loi portant nouvelle organisation territoriale de la République du 7 août 2015 prévoit également la création de nouvelles structures administratives regroupant les communes membres de la métropole, constituées d'ensembles de plus de 300 000 habitants, et dotées de nombreuses compétences, les établissements publics territoriaux (EPT).
La commune a donc également été intégrée le 1er janvier 2016 à l'établissement public territorial Plaine Commune, qui succède à la communauté d'agglomération éponyme.

### Tendances politiques et résultats

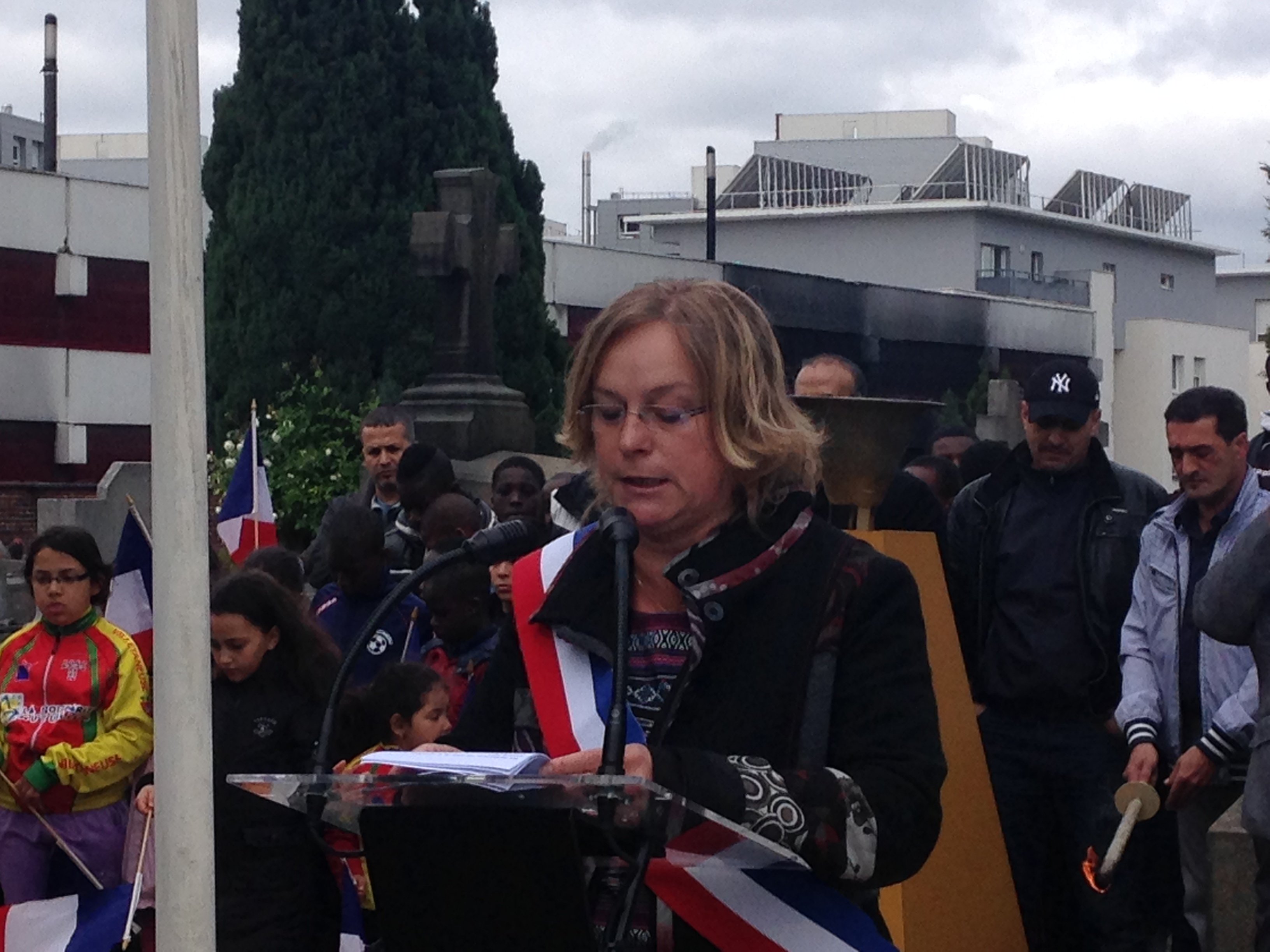
Carinne Juste le 8 mai 2014.

Lors des élections municipales de 2008 où Jacques Poulet ne se représentait pas, le PS a provoqué une primaire au premier tour du 9 mars 2008, qu'il perdit face à la liste menée par le PCF. Après fusion, la liste d'union de la gauche menée par Carinne Juste (PCF) a gagné l'élection au second tour par 54,2 % face au MoDem et à l'UMP.
Lors du premier tour des élections municipales de 2014, la liste menée par Carinne Juste (Front de Gauche) a obtenu 34,8 % des suffrages exprimés, celle de Dieunor Excellent (PRG) 19,5 %, celle de Slimane Benhamou (DVG) 17,9 %, celle de Karim Bouamar (PS) 12,1 %, celle de Eric Darru (UMP) 9,7 %, et celle d'Emmanuel Dubuc (sans étiquette) 6,1 %.
Au second tour, une quadrangulaire oppose la liste de Carinne Juste, vainqueuse avec 43,3 %  des suffrages exprimés, celle de Dieunor Excellent avec 26,1 %, celle de Slimane Benhamou avec 23,1 %, et celle de  Karim Bouamar avec 7,1 %.
Aux élections municipales de 2020, la liste conduite par Dieunor Excellent (divers gauche, passé par le PS puis par le Parti Radical de Gauche, et soutenu en 2020 par LFI, le PS, et Génération.s) remporte l'élection dès le premier tour avec 50,33 % des voix face à la liste de la maire sortante Carinne Juste, soutenue par le PCF et EELV (39,22 %), mettant fin à « un siècle » d'administration communiste.
Aux élections présidentielles françaises, qui sans être locales donnent des indications sur les tendances politiques de la population d'une ville par une abstention un peu plus limitée et par l'éventail des candidatures au premier tour, François Hollande a obtenu à Villetaneuse son meilleur score au second tour de la présidentielle de 2012, avec plus de 78 % des voix. Et à l'élection présidentielle de 2022, Jean-Luc Mélenchon y a obtenu au premier tour 65,39 % des suffrages exprimés, ce qui est son meilleur score dans une commune de plus de 10 000 habitants en France.

### Distinctions et labels
Ville fleurie : trois fleurs attribuées depuis 2006 par le Conseil National des Villes et Villages Fleuris de France au Concours des villes et villages fleuris.
En 2010, la commune de Villetaneuse a été récompensée par le label « Ville Internet @@ ».
En 2024, Villetaneuse est labellisée Ville Active et Sportive par le Conseil National des Villes Actives et Sportives (CNVAS) et obtient à ce titre quatre lauriers, la plus haute distinction possible.

### Jumelages
La ville est jumelée avec :
- Vila Nova de Foz Côa (Portugal)
- Birkenwerder (Allemagne)

Elle s'est engagée en 2006 dans une coopération décentralisée avec  Koniakary (Mali).

## Équipements et services publics

### Enseignement

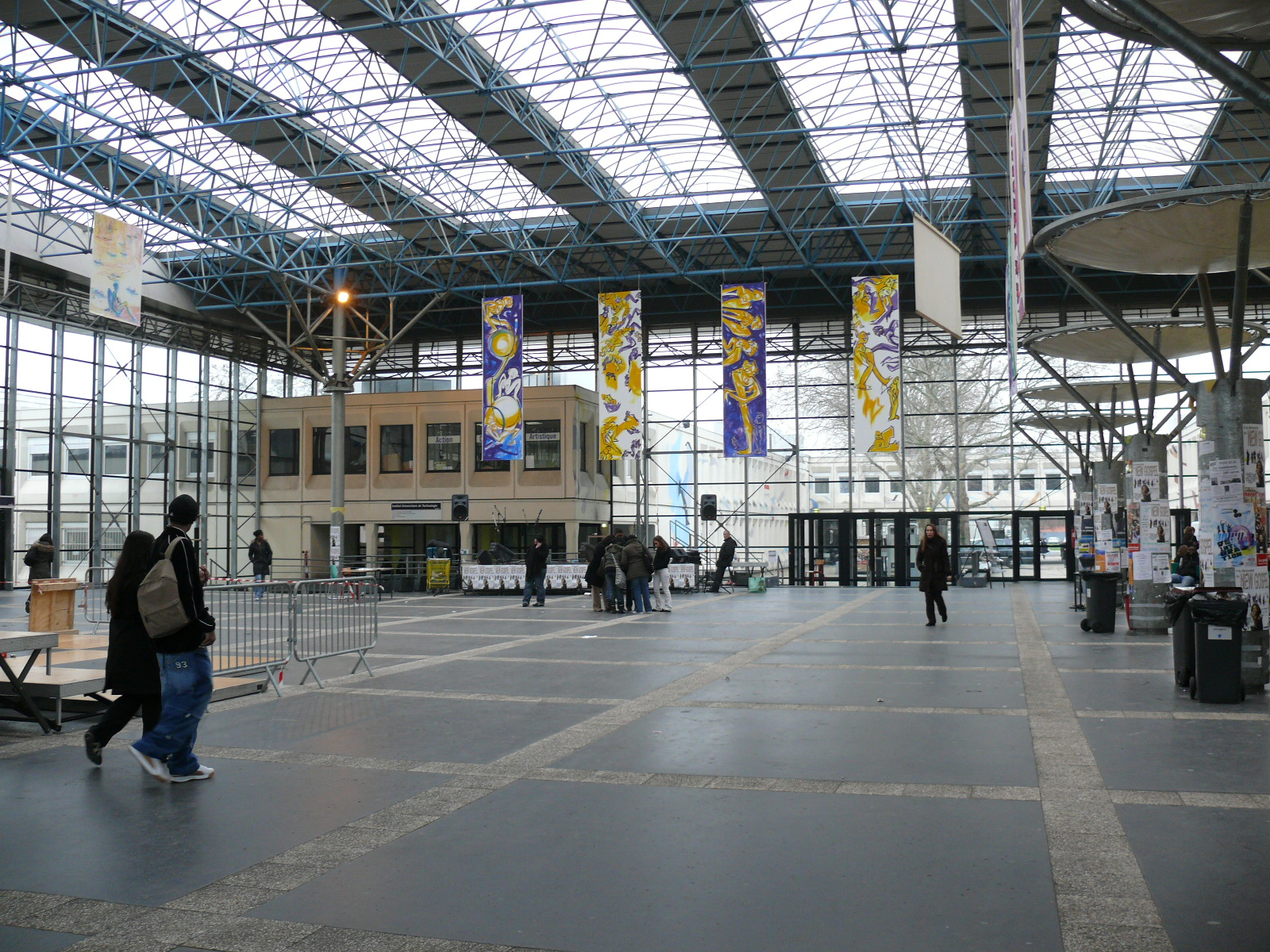
Le forum de l'Université.

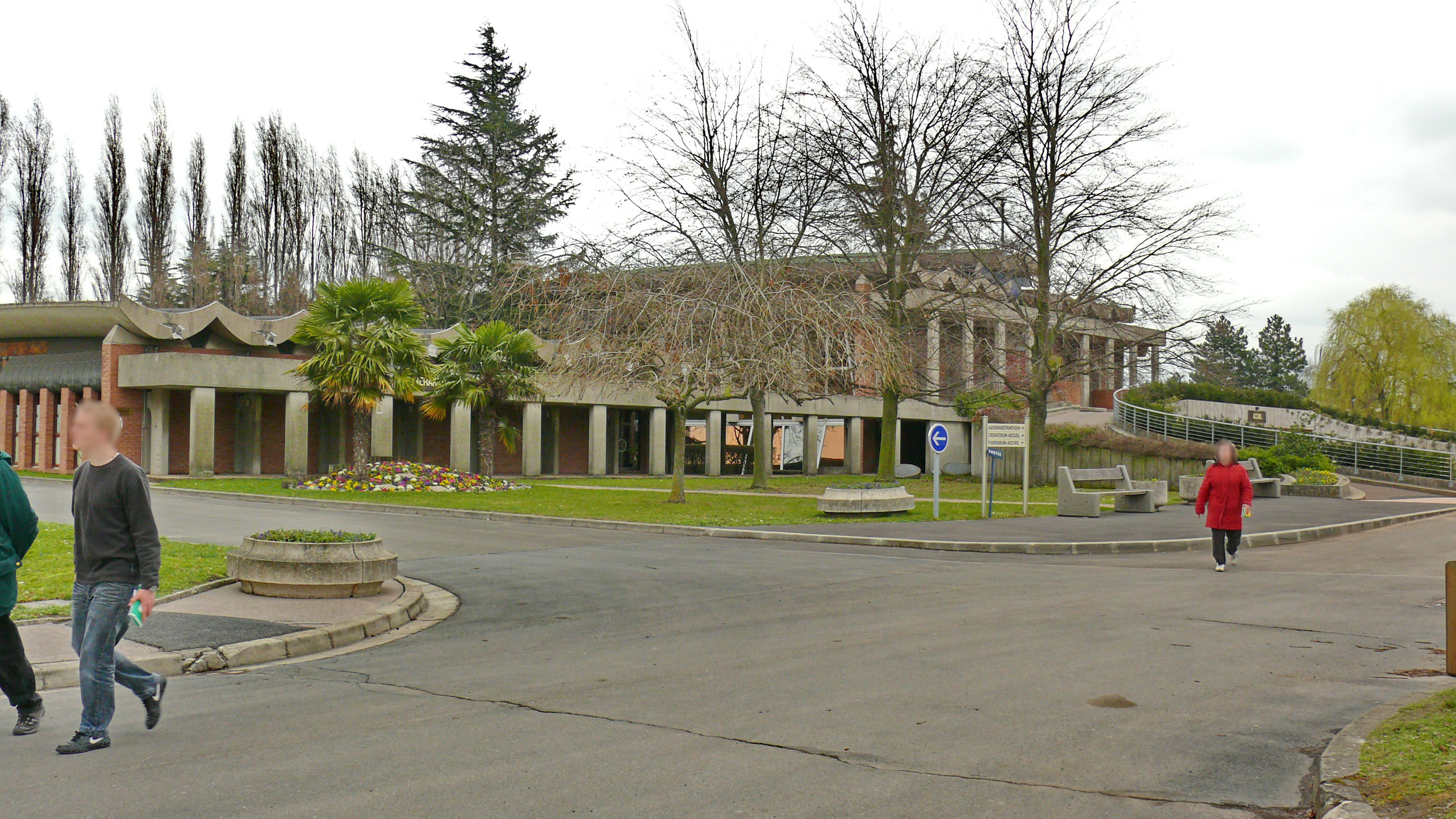
Le funérarium du cimetière intercommunal des Joncherolles.
Ce cimetière intercommunal, conçu par l'architecte Robert Auzelle, l'un des plus importants de la banlieue nord, regroupe les communes d'Épinay-sur-Seine, Pierrefitte-sur-Seine, Saint-Denis, Saint-Ouen et Villetaneuse.
Situé en limite de Pierrefitte, il est aisément accessible par la station Les Joncherolles du tramway T5.

Villetaneuse est située dans l'académie de Créteil.

#### Établissements scolaires
La ville administre 4 écoles maternelles et 4 écoles élémentaires communales.
Le département de la Seine-Saint-Denis gère deux collèges : le collège Jean-Vilar, inauguré 1970 et le collège Lucie-Aubrac, inauguré en 2003 et accueillant des élèves de Villetaneuse et de Pierrefitte-sur-Seine.
L'ensemble des établissements est classé en Zone d'éducation prioritaire.
- Liste des écoles maternelles :
  - École Anne-Frank, 2 rue Henri-Barbusse
  - École Jules-Verne, 105 rue Maurice-Grandcoing
  - École Henri-Wallon, 11 rue Henri-Wallon
  - École Jacqueline-Quatremaire, 11ter rue Carnot
- Liste des écoles primaires :
  - École Jules-Verne, 105 rue Maurice-Grandcoing
  - École Jean-Baptiste-Clément, 4 place Jean-Baptiste-Clément
  - École Paul-Langevin, 4 rue Paul-Langevin
  - École Jules-Vallès, 4 rue Paul-Langevin

La commune dispose également, depuis 2014, de l'Institut thérapeutique, éducatif et pédagogique (ITEP) « Le Petit Prince », situé 34 rue Pasteur, qui accueille en internat ou semi-internat 40 enfants et adolescents de 7 à 16 ans présentant des troubles du comportement.

#### Vie universitaire
La ville abrite le campus principal de l'Université Sorbonne Paris Nord, où sont dispensés la quasi-totalité des champs de formation. Le campus comprend également un IUT.

### Équipements sportifs
- Stade Dian, rue Carnot (stade d'honneur, stade annexe, terrain de handball, terrain de pétanque)
- Stade Bernard-Lama, rue Édouard-Vaillant[75]
- Gymnase Paul-Langevin, 6 rue Paul-Langevin
- Gymnase Jesse-Owens, 44 rue Raymond-Brosse
- Gymnase Jules-Verne, 105 rue Maurice-Grandcoing
- Gymnase universitaire Jackson-Richardson[76],[77] (anciennement COSEC)[78], 99 avenue Jean-Baptiste-Clément (géré par l'Université).

## Population et société

### Démographie

#### Évolution démographique
L'évolution du nombre d'habitants est connue à travers les recensements de la population effectués dans la commune depuis 1793. Pour les communes de plus de 10 000 habitants les recensements ont lieu chaque année à la suite d'une enquête par sondage auprès d'un échantillon d'adresses représentant 8 % de leurs logements, contrairement aux autres communes qui ont un recensement réel tous les cinq ans,.

En 2022, la commune comptait 12 432 habitants, en évolution de −5,4 % par rapport à 2016 (Seine-Saint-Denis : +4,67 %, France hors Mayotte : +2,11 %).
| 1793 | 1800 | 1806 | 1821 | 1831 | 1836 | 1841 | 1846 | 1851 |
| ---- | ---- | ---- | ---- | ---- | ---- | ---- | ---- | ---- |
| 262  | 281  | 294  | 362  | 374  | 378  | 387  | 338  | 365  |

| 1856 | 1861 | 1866 | 1872 | 1876 | 1881 | 1886 | 1891 | 1896 |
| ---- | ---- | ---- | ---- | ---- | ---- | ---- | ---- | ---- |
| 366  | 489  | 567  | 490  | 450  | 536  | 562  | 718  | 643  |

| 1901 | 1906 | 1911 | 1921  | 1926  | 1931  | 1936  | 1946  | 1954  |
| ---- | ---- | ---- | ----- | ----- | ----- | ----- | ----- | ----- |
| 826  | 855  | 950  | 1 278 | 1 844 | 3 213 | 3 251 | 3 066 | 3 937 |

| 1962  | 1968  | 1975  | 1982   | 1990   | 1999   | 2006   | 2011   | 2016   |
| ----- | ----- | ----- | ------ | ------ | ------ | ------ | ------ | ------ |
| 4 892 | 7 405 | 8 909 | 10 080 | 11 177 | 11 376 | 11 887 | 12 642 | 13 141 |

| 2021   | 2022   | - | - | - | - | - | - | - |
| ------ | ------ | - | - | - | - | - | - | - |
| 12 663 | 12 432 | - | - | - | - | - | - | - |

#### Immigration
Selon Michèle Tribalat, 65,1 % des jeunes de moins de 18 ans étaient d'origine étrangère (au moins un parent immigré) en 1999.

### Manifestations culturelles et festivités
Savante Banlieue est une initiative organisée chaque année dans le cadre de la Fête de la Science dans le forum du campus de Villetaneuse par Plaine Commune en partenariat avec les universités Paris 8, Sorbonne Paris Nord, le CNAM et le CNRS, afin de présenter les activités de recherche scientifique menées dans le Département par une quarantaine de laboratoires de recherche des universités Paris 8 et USPN, du CNRS, du CNAM, de Supméca, ou d'associations. Savante Banlieue est un lieu destiné à présenter et rendre accessible au grand public, et notamment aux collégiens et lycéens la recherche. L'édition 2012, qui s'est tenue les 11 et 12 octobre, avait comme thématique « Énergie, environnement et santé ».
La municipalité organise par ailleurs un certain nombre d'événements récurrents chaque année, tels que : 
- Le mois des droits des femmes en mars[83]
- La Fête de la Ville, au mois de mai ou juin[84]
- L’Été à Villetaneuse ("Villetaneuse-Plage" entre 2016 et 2019) : grand événement estival (mi-juillet / mi-août) qui associe des espaces ludiques, sportifs, et une programmation culturelle
- L'Hiver à Villetaneuse ("Semaine de la Solidarité" entre 2022 et 2023)[85].

## Économie

### Emploi
4 167, avec 1 712 salariés du secteur privé en 2005
853 demandeurs d'emplois (septembre 2006), soit une baisse de 14 % en un an selon l'ANPE.

### Entreprises et commerces
Entreprises du secteur privé : 146 (avec notamment Tais, SARP Île-de-France et Marc Laurent SA), et une surreprésentation relative des petites et moyennes entreprises : les 46 entreprises de 5 à 9 salariés recensées en 2005 par le GARP employaient 18 % des salariés du secteur privé, les 4 entreprises de plus de 100 salariés regroupant, elles, 42 % des salariés du secteur privé de la Commune[réf. nécessaire].
Fin 2020, l'enseigne Lidl remplace Auchan au centre commercial BienVenu,. Il est bâti sur l'emplacement d'une ancienne entreprise de celluloïd (la Nobel Bozel), forme l'entrée sud de la commune, le long de la route de Saint-Leu. Plusieurs enseignes s'installent entre 2021 et 2025, notamment le magasin Action en 2023. 
Entreprises artisanales : 102 (au 31/12/2006)
Secteur public : La présence de l'Université Sorbonne Paris Nord, du dépôt des Joncherolles (SNCF), de deux collèges, d'organismes HLM et des services municipaux ou communautaires assurent une forte représentation de l'emploi public à Villetaneuse.

## Culture locale et patrimoine

### Lieux et monuments

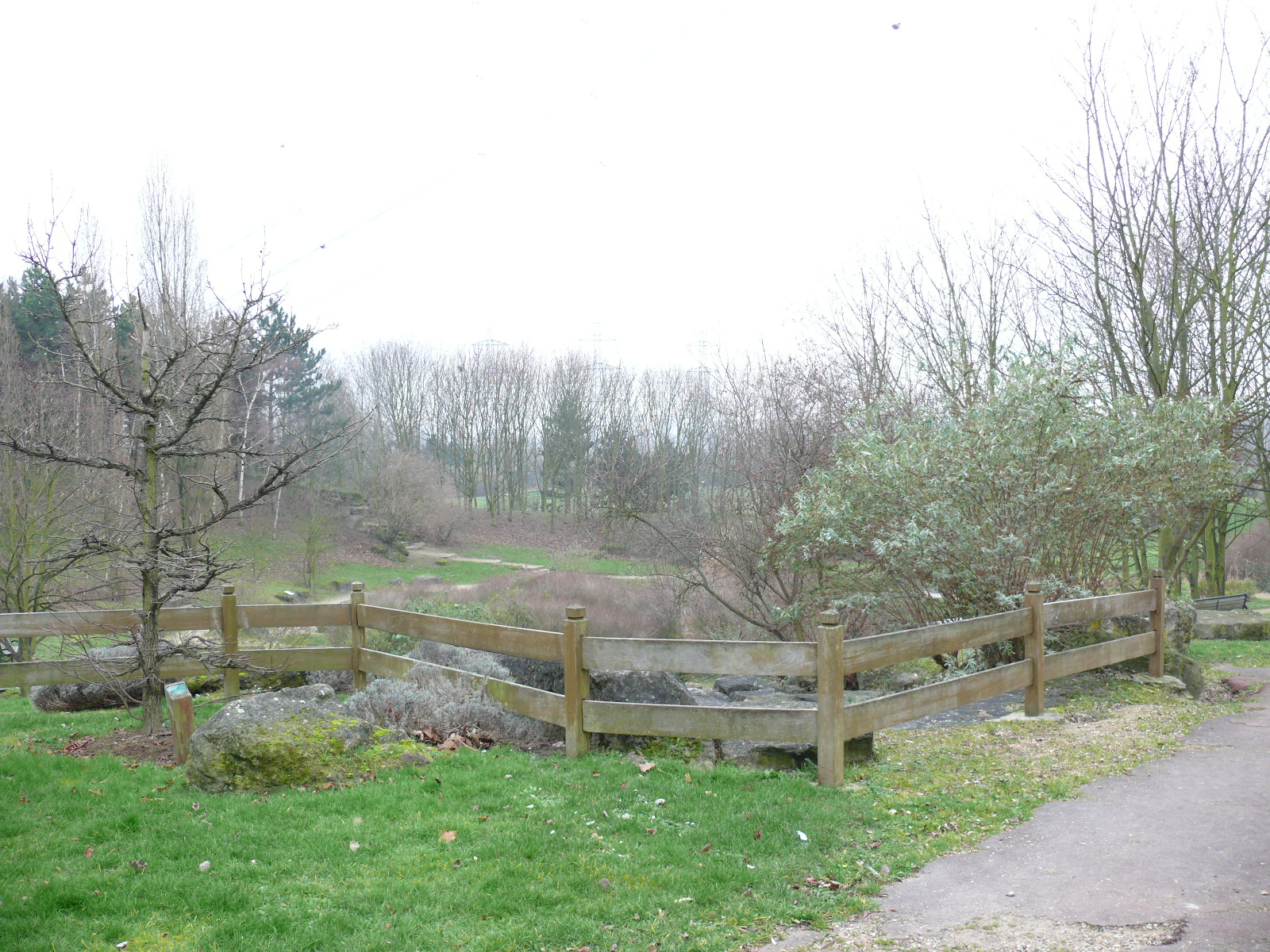
Parc régional de la Butte Pinson à Villetaneuse.

- L’église Saint-Liphard est la seconde construite à son emplacement (et la troisième connue à Villetaneuse), puisque la précédente, édifiée en 1857 avec des matériaux médiocres, s'est partiellement effondrée en décembre 1987. L'église actuelle a été conçue par Raymond Ferlay et inaugurée le 18 décembre 1991[93]
- L’Hôtel de Ville[94], inauguré en septembre 1992, est situé dans un quartier paisible, mais qui manque d'animation commerciale.
- La Tour des Jeunes Mariés, 3 rue Paul-Langevin, est un immeuble de logements aux formes courbes, conçu par Martine et Philippe Deslandes. Deux autres exemplaires de cette tour existent à Noisiel et à Cergy[95].
- La Butte-Pinson et le parc régional de la Butte-Pinson, qui s'étendent sur Villetaneuse, Pierrefitte-sur-Seine, Montmagny et Groslay.
- Le cimetière intercommunal des Joncherolles[96] et l'atelier SNCF des Joncherolles sont implantés à l'est de la commune, et s'étendent également sur Pierrefitte. Une zone d'activité essentiellement réservée aux PME/PMI s'étend également au sud-est de la ville.
- Le campus de Villetaneuse de l'Université Sorbonne-Paris-Nord.
- La place Jean-Baptiste Clément, accueille un kiosque à musique des années 1930, rénové en 2024. Deux écoles sont également présentes sur cette place, l'école élémentaire Jean-Baptiste Clément, inaugurée en 1932 et typique de son époque de construction, et l'école maternelle Anne Frank, constituée de modules hexagonaux, inaugurée en 1971.

La Méridienne verte passe à l'ouest de Villetaneuse, dans les terrains de l'université restés en friche.

### Patrimoine culturel
- Bibliothèque universitaire Edgar-Morin, 99 avenue Jean-Baptiste-Clément (accès par la rue de l'Université).
- Centre d'Initiation Culturelle et Artistique (CICA), 2 avenue Victor-Hugo (fermé depuis 2018, les activités du centre étant depuis réparties dans les différentes écoles de la commune).
- Médiathèque Annie-Ernaux, 125 avenue de la Division Leclerc, construite et gérée par Plaine Commune. Elle a été inaugurée le 8 mars 2022 en présence de l'écrivaine[97].
- Circuit, Sculpture de Nissim Merkado, collège Jean-Vilar, 1975.
- Studios Midilive, 2 allée des Acacias (privés ; ex-studios Vogue)[38].
- La Venus de Villetaneuse, sculpture de César créée à Villetaneuse et implantée devant l'Hôtel de Ville.

### Personnalités liées à la commune
- Maurice Utrillo, peintre qui habita à Pierrefitte, a notamment représenté l'église de Villetaneuse et le Château de Villetaneuse.

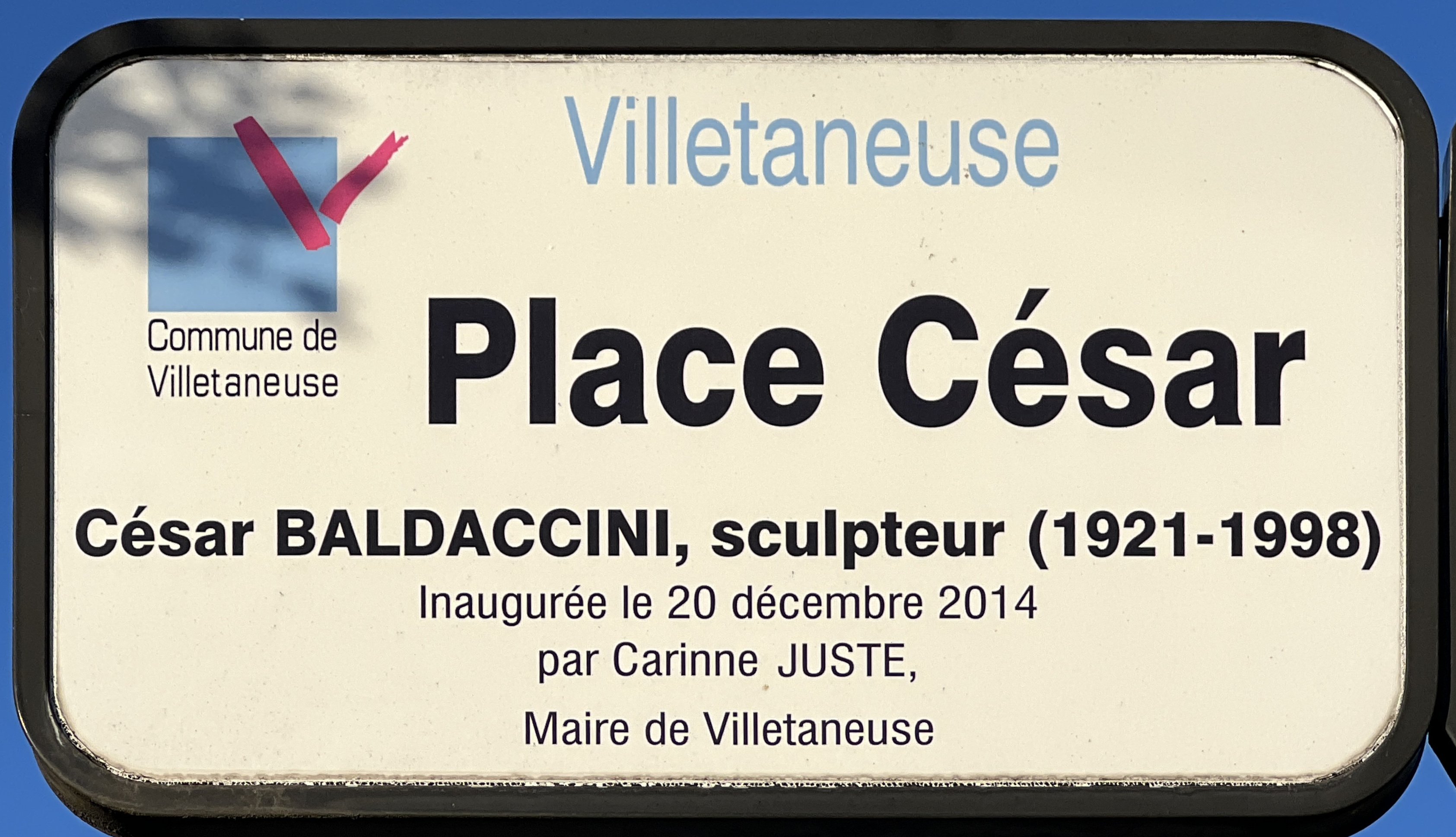

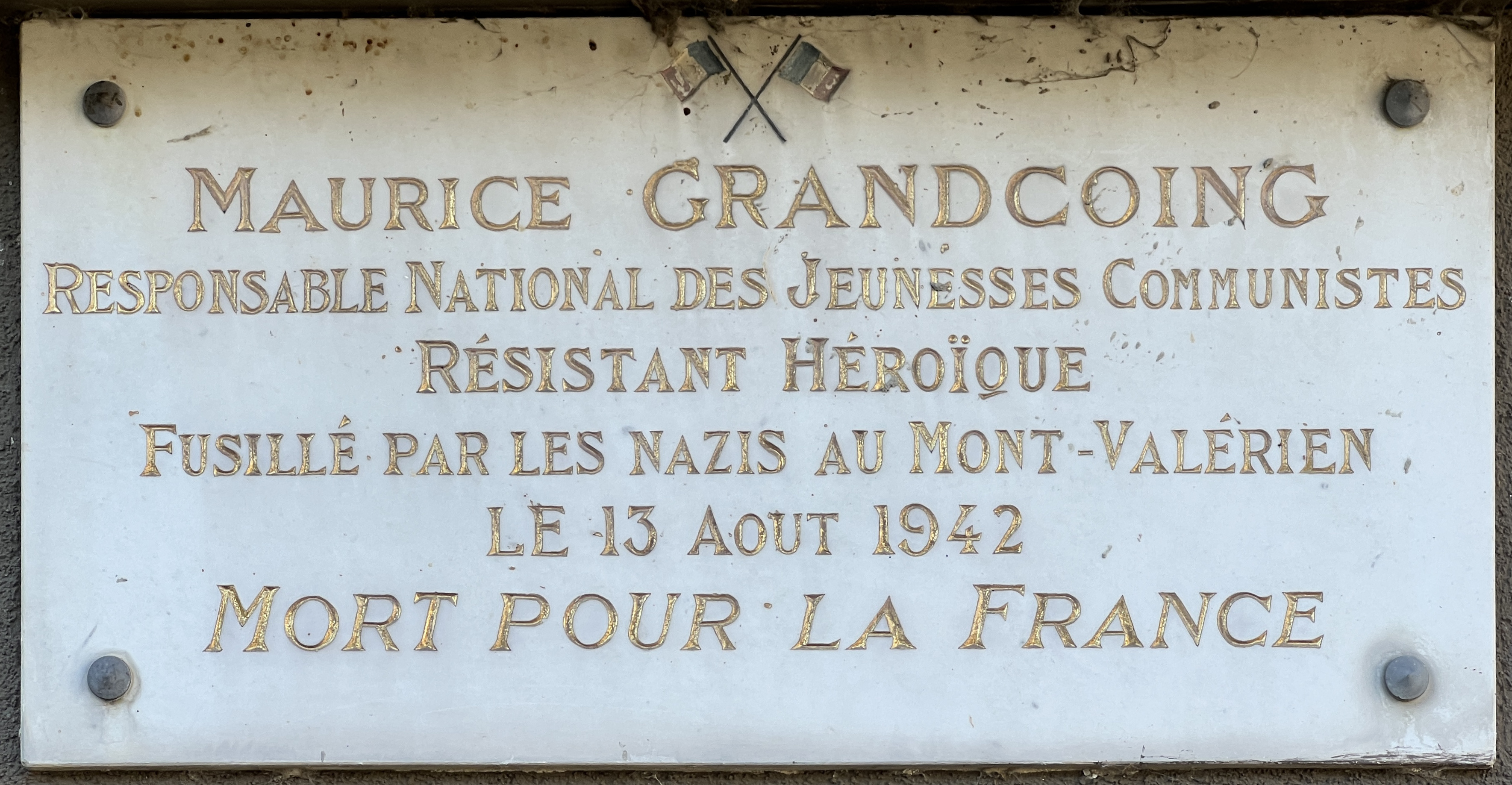

- Le sculpteur César eut son atelier dans la commune et y réalisa l'Homme de Villetaneuse et la Victoire de Villetaneuse[98]. Sa Venus de Villetaneuse est exposée devant l'Hôtel de Ville (architecte : Nina Schuch). Une place et un arrêt du tramway T8 portent son nom au sud de la ville, de même que le jardin Baldaccini de l'Hôtel de Ville.
- Guy Sénac, né le 13 mars 1932 à Villetaneuse, est un ancien footballeur français. Il était défenseur, et international français.
- Le chanteur Martial Tricoche, du groupe Manau, a grandi à Villetaneuse.
- Le comédien Frédéric Chau a grandi à Villetaneuse.
- Modibo Sagnan (né en 1999 à Saint-Denis), footballeur français, membre de l'équipe de France aux Jeux olympiques de Tokyo de 2021, a été licencié au CS Villetaneuse[99].
- Jeanricner Bellegarde (né en 1998 à Colombes), footballer franco-haïtien, a grandi à la Cité Salvador Allende et a été licencié au CS Villetaneuse de 2009 à 2012[100].
- Ludovic Ouceni (né en 2001 à Villepinte), sprinteur français, a grandi à Villetaneuse et s'entraîne depuis 2009 au Pierrefitte Multi Athlon Villetaneuse (PMAV).
- Élie Semoun et Dieudonné ont interprété un sketch sur la commune de Villetaneuse dans lequel le nom de la ville est répété à de nombreuses reprises.
- Le résistant communiste Maurice Grandcoing, fusillé le 11 août 1942[101]. Une rue et une cité de la commune portent son nom.

### Héraldique, logotype et devise
| Blason de Villetaneuse | Blason  | De gueules au château d'argent ouvert et ajouré du champ, au chef aussi d'argent chargé de trois arbres de sinople. |
| Blason de Villetaneuse | Détails | Le statut officiel du blason reste à déterminer.                                                                    |

Logo de Villetaneuse depuis décembre 2024.

## Pour approfondir